# Expedición de Magallanes y Elcano

Mapa del primer viaje de circunnavegación mundial
(-)

La expedición de Magallanes y Elcano fue una expedición marítima española del siglo XVI capitaneada inicialmente por Fernando de Magallanes, quien murió durante el viaje, y culminada en su retorno por Juan Sebastián Elcano, quien completó la primera circunnavegación de la Tierra en la historia.

Mas sabrá su Alta Majestad lo que más avemos de estimar y temer es que hemos descubierto e redondeado toda la redondeza del mundo, yendo por el occidente e viniendo por el oriente.
Juan Sebastián Elcano a Carlos I de España

La expedición tenía el propósito de abrir una ruta comercial con «las islas de las especias» (las actuales islas Molucas) por occidente, buscando un paso entre el océano Atlántico y el océano Pacífico. Estaba formada por cinco naves, las cuales bajaron el río Guadalquivir desde Sevilla el día 10 de agosto de 1519. Algunos días después, el capitán general y los capitanes de las otras naves se vinieron en las chalupas tras ultimar los preparativos, por lo que las naves partieron definitivamente de Sanlúcar de Barrameda el 20 de septiembre de 1519. La escuadra, después de haber explorado durante meses el litoral americano al sur de Brasil, logró cruzar el estrecho de Magallanes el 28 de noviembre de 1520. En su travesía por el Pacífico llegó a las islas Filipinas, donde, el 27 de abril de 1521, muere Fernando de Magallanes en la batalla de Mactán. Los expedicionarios continuaron la navegación hasta las Molucas, objetivo de su viaje, donde eligieron a Juan Sebastián Elcano para capitanear el viaje de regreso. Navegando hacia el oeste por el océano Índico y dando la vuelta a África, el 6 de septiembre de 1522 la Victoria, única nave que quedaba en la expedición, retornó a Sanlúcar de Barrameda, convirtiéndose en la primera embarcación de la historia en dar la vuelta al mundo. Ese mismo día la nave fue remolcada río arriba hasta Sevilla, debido a las malas condiciones en las que se encontraba la nave, llegando dos días después (8 de septiembre de 1522) con su carga de especias.

## Antecedentes

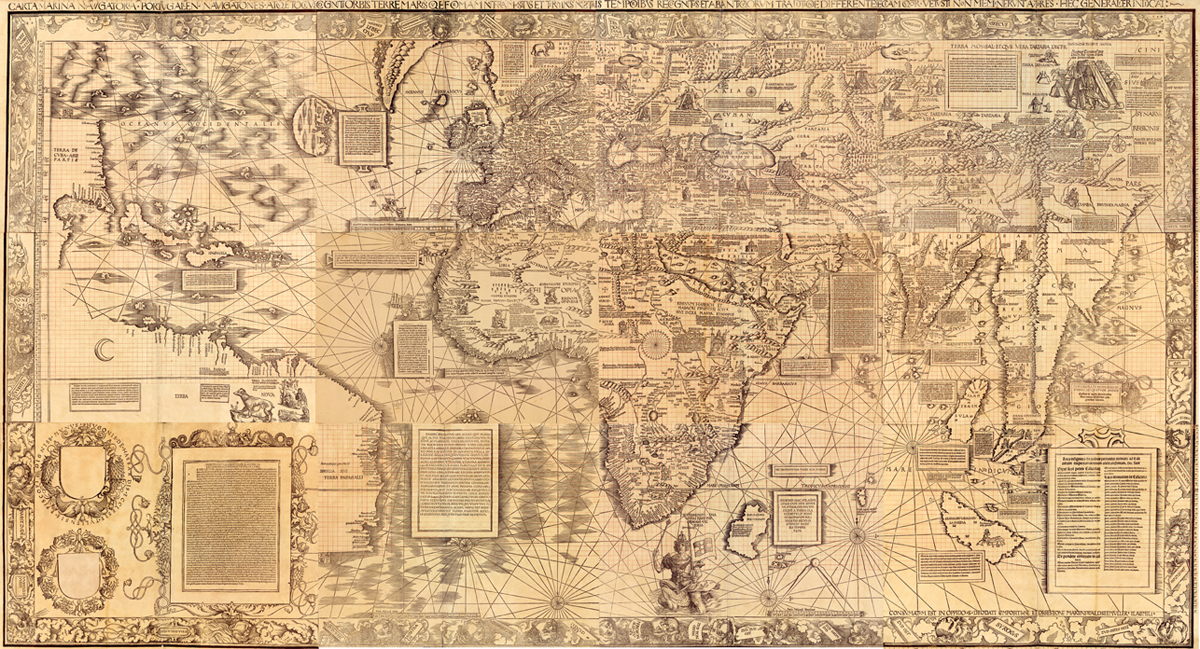
Mapa de Martin Waldseemüller publicado en 1516 mostrando el mundo conocido por los europeos en la época.

El objetivo de Cristóbal Colón fue navegar hacia el oeste hasta las «Indias» en busca de especias y otras riquezas de Asia. En sus viajes, Colón encontraría oro en la isla de La Española y en Centroamérica, pero jamás encontró las islas de las especias, que hoy conocemos como las Islas Molucas, parte de la actual Indonesia. Ni siquiera en el cuarto viaje de Colón se pudo encontrar un paso marítimo a la Asia que los europeos conocían.
Tras el Tratado de Tordesillas de 1494 la influencia en el mundo había quedado dividida en dos por una línea imaginaria en el océano Atlántico. España tenía el control de la zona oeste, lo que abarcaba buena parte del continente americano, además de las islas Canarias. Portugal, en cambio, controlaría toda la zona este, con territorios que abarcaban desde África hasta el océano Índico y el pico oriental de Sudamérica, que permitiría la colonización de Brasil. Por todo ello España estaba muy interesada en una vía marítima a Asia que no implicase navegar hacia el sur bordeando África y luego ir hacia el este hasta la India. El paso por tierra del Atlántico al Pacífico ya se conocía en 1519, porque en 1513 el conquistador español Vasco Núñez de Balboa había avistado el océano Pacífico, al que llamó «mar del Sur», con una travesía terrestre a través de Centroamérica.
Fernando de Magallanes creía en la posibilidad de llegar a las islas de las especias navegando hacia el oeste, sin necesidad de ir con sus barcos hacia el este bordeando toda la costa occidental de África, y posteriormente regresar a España. Su plan era muy similar al de Cristóbal Colón. Magallanes, nacido en Portugal, tenía experiencia en el mar y conocía bien las Indias, ya que pasó ocho años como soldado de la Armada Portuguesa en el océano Índico.
El viaje era extremadamente complicado, ya que entonces no había cartas de navegación de esa zona del mundo. Los mapas de 1519 no habían cartografiado el recorrido que Magallanes pensaba seguir; solo aparecían algunas islas del Caribe y las costas desde Centroamérica hasta el norte de Brasil, pero no más al sur. En el este, los mapas que mostraban las costas de Asia y África en el siglo XVI no eran especialmente detallados.

## Preparativos de la expedición

### Capitulaciones de Valladolid

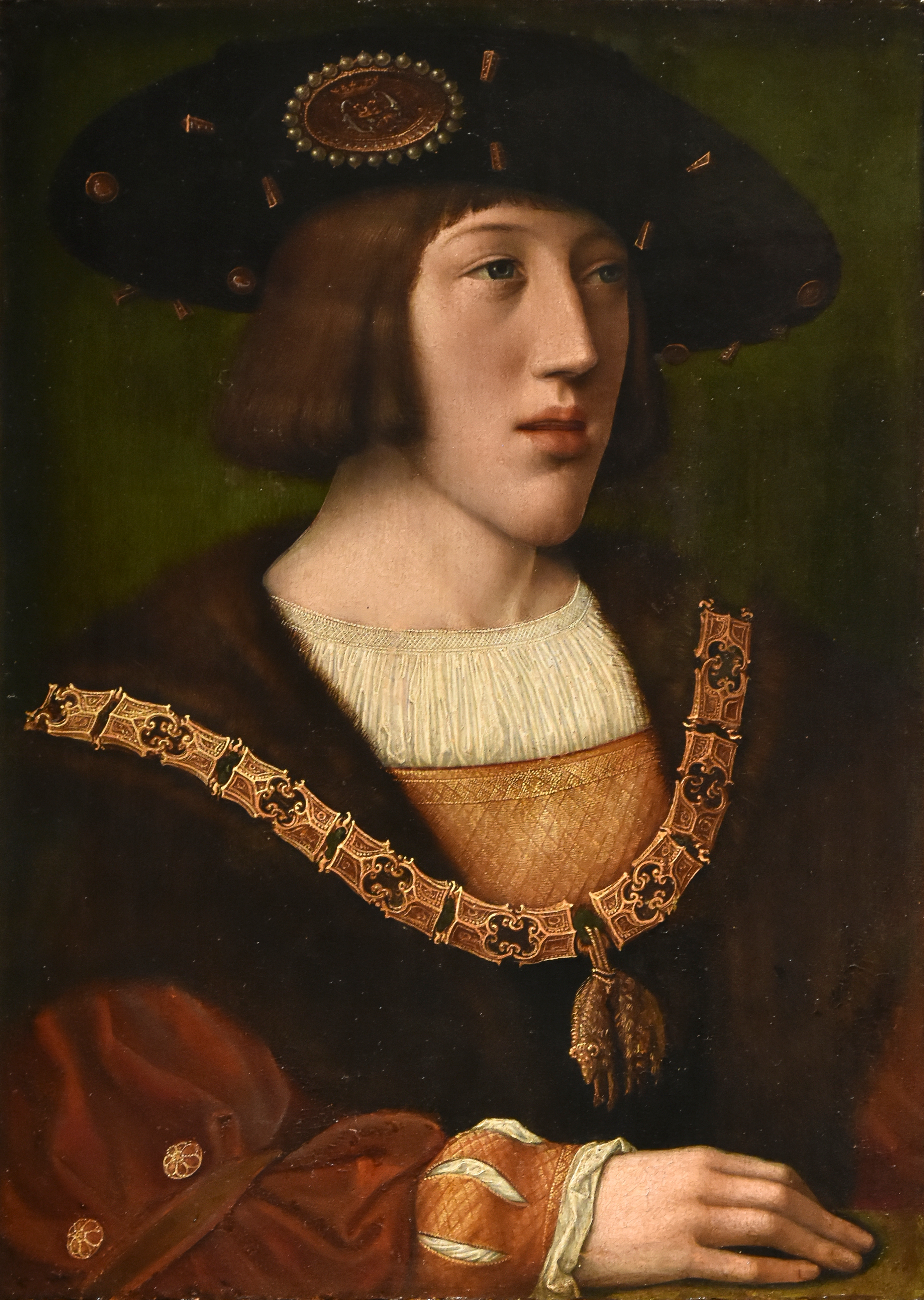
El rey Carlos I de España tenía 18 años cuando aceptó financiar la expedición de Magallanes a las islas de las Especias en 1518. Aquí aparece retratado por Bernard van Orley c. 1517.

Ante el fracaso que obtuvo al exponer sus propósitos al rey de Portugal, Manuel I, que ya conocía una vía para navegar hacia Asia bordeando África y no tenía necesidad de financiar una nueva vía, Magallanes decidió ir a España para exponer al entonces joven rey Carlos I su audaz proyecto. Allí lo expuso con el influyente respaldo de Juan de Aranda y Juan Rodríguez de Fonseca, ambos de la Casa de Contratación de Sevilla, y el del comerciante y prestamista Cristóbal de Haro.
Aceptado el proyecto por Carlos I, éste aceptó también que Haro sufragara el 25 % de las necesidades financieras del viaje, pero dispuso que, pese a las limitaciones financieras que atravesaban las arcas reales, la Corona costease todo el resto. 
El 22 de marzo de 1518 se firmó en Valladolid unas capitulaciones para la expedición, en las cuales se le otorgaba a Magallanes el título de gobernador y adelantado de todas las tierras que descubriese.
Tanto el ofrecimiento del proyecto primero al rey de Portugal y luego al rey de España, así como unas condiciones favorables al descubridor, fueron situaciones que también ocurrieron en el primer viaje de Colón.
La expedición estaba formada inicialmente por cinco embarcaciones con 239 hombres al mando de Magallanes, en la nave capitana, la Trinidad; las otras cuatro naves eran: la San Antonio, la Concepción, la Victoria y la Santiago. El segundo al mando era el español Juan de Cartagena, veedor (supervisor) general de la armada. Juan Sebastián Elcano, que terminaría capitaneando el viaje de retorno, partió como maestre de la Concepción, comandada por Gaspar de Quesada. En la expedición también viajaba Antonio Pigafetta, quien escribiría una crónica del viaje.

### Composición de la flota a su salida de Cádiz
| Nave        | Tonelaje | Tripulación | Capitán                | Observaciones |
| Trinidad    | 110      | 62          | Fernando de Magallanes | Termina abordada por los portugueses en las Molucas, con diecisiete marinos supervivientes, tras intentar sin éxito regresar por el este cruzando el Pacífico, cuando era comandada por Gonzalo Gómez de Espinosa. |
| San Antonio | 120      | 57          | Juan de Cartagena      | Su tripulación se subleva en el estrecho de Magallanes el 1 de noviembre de 1520 y retorna a Sevilla el 6 de mayo de 1521.                                                                                         |
| Concepción  | 90       | 44          | Gaspar de Quesada      | Abandonada y quemada frente a la isla de Bohol (Filipinas), por falta de tripulación suficiente para poder hacerla navegar.                                                                                        |
| Victoria    | 85       | 45          | Luis de Mendoza        | Única en completar la expedición, si bien al mando de Juan Sebastián Elcano. |
| Santiago    | 75       | 31          | Juan Serrano           | Naufraga el 3 de mayo de 1520 en el estuario del río Santa Cruz (Patagonia argentina) |
|             |          | 239 (total) |                        | |

## El viaje

### Partida de la expedición

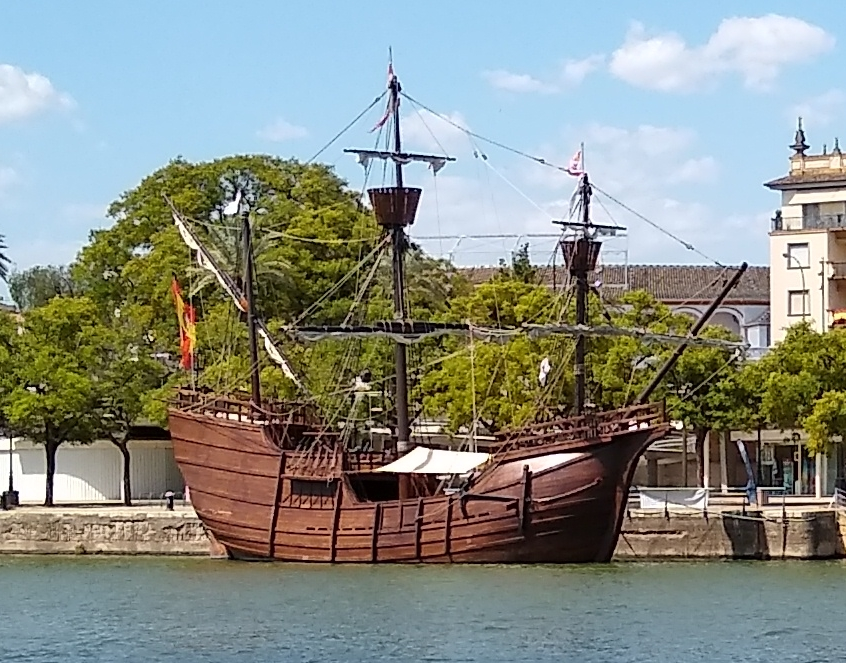
Nao Victoria 500, situada de forma permanente en Sevilla, España.

La escuadra partió de Sevilla el 10 de agosto de 1519, saliendo del muelle de las Muelas, en el río Guadalquivir, cerca del lado oeste del actual puente de San Telmo. La denominación de Muelas de este muelle toma su nombre de viejas muelas de molinos que colocadas sobre la margen del río, le daban estabilidad y permitía un mejor uso portuario a la zona de embarque. La flota descendió por el Guadalquivir hasta llegar a su desembocadura, en Sanlúcar de Barrameda (Cádiz), puerto del océano Atlántico. Durante las siguientes semanas, Fernando de Magallanes y los capitanes de las naos iban y venían a Sevilla en sus falúas para atender diversos imprevistos y allanar algunas dificultades mientras se acabó de avituallar la escuadra. El propio Magallanes otorgó testamento en Sevilla el 24 de agosto.

Continuando el descenso del Betis, se pasa cerca de Coria y algunas otras aldeas hasta San Lúcar... Ahí es donde está el puerto que da al océano... Algunos días después, el comandante en jefe y los capitanes de las otras naves se vinieron en las chalupas desde Sevilla hasta San Lúcar, y se acabó de vituallar la escuadra. Todas las mañanas se bajaba a tierra para oír la misa en la iglesia de N. S. de Barrameda; y antes de partir, el jefe determinó que toda la tripulación se confesase, prohibiendo en absoluto que se embarcase mujer alguna en la escuadra.
Antonio Pigafetta. Relación del primer viaje alrededor del mundo.

La expedición zarpó de Sanlúcar de Barrameda el 20 de septiembre de 1519.

### Travesía atlántica hasta la Patagonia
Hicieron escala en Tenerife (Canarias), y la travesía atlántica continuó pasando frente a las islas de Cabo Verde y las costas de Sierra Leona. Tras bordear la zona cercana a la costa norte de África, la flota navegó a través del Atlántico hacia América. El 3 de octubre de 1519 el tiempo empeoró con viento, borrascas y corrientes de agua por lo que la flota tuvo que detenerse por miedo a naufragar, navegando sin rumbo fijo hasta que pasara la tempestad. Durante esas tormentas, vieron frecuentemente el fuego de San Telmo, un fenómeno eléctrico atmosférico que interpretaron como una señal divina, llegando a ver este fuego a modo de antorcha en la noche en la punta del palo mayor de una nao, permaneciendo allí más de dos horas. Antes de desaparecer, la luz se hizo tan intensa que durante un cuarto de hora los marineros caminaron ciegos pidiendo clemencia.
Durante la travesía, Juan de Cartagena, veedor general de la armada, junto con otros oficiales, pidió a Magallanes ser consultado de todas las cosas relativas al viaje como «conjunta persona» según las instrucciones del rey. Poco después Cartagena saluda desde su barco a Magallanes como «capitán» y no como «capitán general». Magallanes aprovechó una reunión de todos los capitanes en la Victoria para arrestar a Cartagena. Sustituyendo a Juan de Cartagena, Magallanes pondrá primero a Antonio de Coca y después a Álvaro de Mezquita al mando de la San Antonio.
Casi cuatro meses después de abandonar España, la flota se acercó a la costa de América. El 13 de diciembre de 1519 tocaron tierra en la bahía Santa Lucía, donde hoy se encuentra Río de Janeiro. Desde ahí, siguieron la costa hacia el sur, donde encontraron un gran canal que se dirigía al interior. Magallanes y la flota navegaron hacia el interior pensando que habían encontrado la entrada al mar del Sur, nombre con el que se conocía al océano Pacífico. Tras quince días se dieron cuenta de que aquello era una ensenada de trescientos kilómetros tierra adentro, el estuario del Río de la Plata —el más ancho del mundo—, entre los actuales estados Uruguay y Argentina. Tras la decepción, fueron costeando el litoral a lo desconocido, llegando a la costa de lo que Magallanes llamó «la Patagonia».

### Contacto con el pueblo indígena Tehuelche
En lo que denominaron como golfo o bahía de San Julián se dio el primer encuentro entre el pueblo indígena de la patagonia, denominado Tehuelche, y los españoles que formaban de la expedición de lo que llegaría a ser el Imperio español. Según los relatos del cartógrafo y cronista de la expedición Antonio Pigafetta en Relación del primer viaje alrededor del mundo y del secretario de Carlos I Maximiliano Transilvano, tras varios días de contacto e intercambios de mercancías, Magallanes dio la orden de raptar a dos lugareños y a varias mujeres para llevarlos como obsequio para el rey Carlos I. Finalmente uno de ellos consiguió escapar y el otro murió preso al negarse a comer; así como también murió un marinero español al ser envenenado por una flecha.

### Sublevación durante la invernada

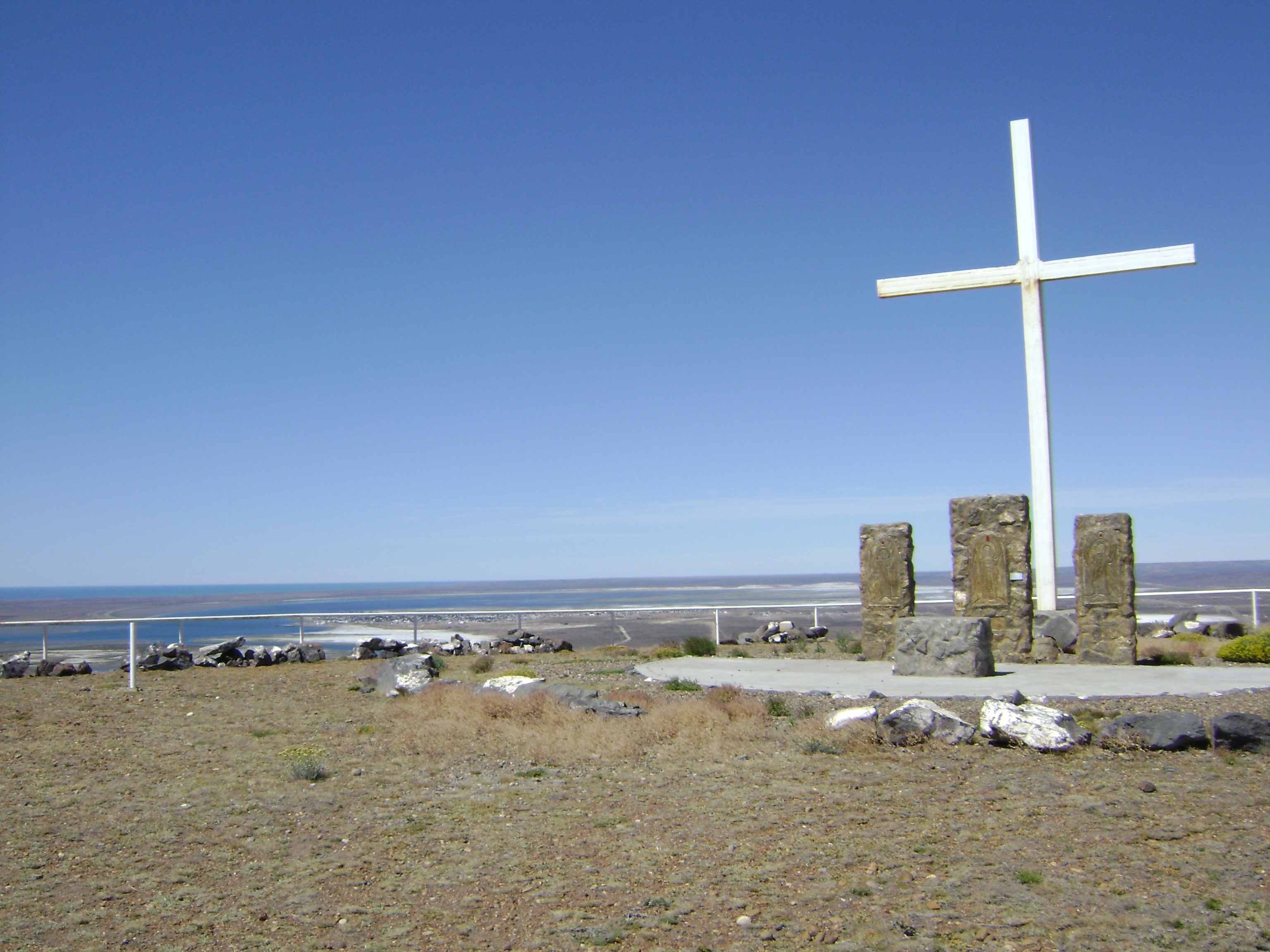
Monte Cristo, en bahía San Julián (Patagonia argentina), donde Magallanes mandó erigir una cruz.

El 31 de marzo de 1520 buscaron refugio en una bahía a la que llamaron «puerto de San Julián» para pasar el invierno. Las provisiones se agotaban, los días se hacían más cortos y los hombres tenían frío. Magallanes decidió entonces reducir las raciones de comida. Varios capitanes y oficiales acordaron exigirle la vuelta a España.
Los capitanes Gaspar de Quesada y Luis de Mendoza, junto con Antonio de Coca y Juan de Cartagena, se amotinaron contra el almirante por desacuerdo con el mando, pretendiendo regresar a España por considerar que la expedición había fracasado, al no haber encontrado hasta entonces el paso al mar del Sur. Entre los amotinados estaba Juan Sebastián Elcano, que en el levantamiento tomó el mando de la nao San Antonio después de que los sublevados prendieran a su capitán, Álvaro de Mezquita.
La insurrección fue reprimida con la muerte de Mendoza, capitán de la Victoria. Magallanes condenó a muerte a Quesada, que fue ejecutado, y desterró a Juan de Cartagena y al clérigo Pedro Sánchez de la Reina, que fueron abandonados en aquellas tierras cuando partieron. Perdonó a más de cuarenta hombres por ser necesarios para la expedición.
El 3 de mayo se perdió la nave Santiago, que se hizo añicos contra las rocas en la desembocadura del río Santa Cruz (costa argentina). Magallanes distribuyó a los supervivientes de la Santiago entre las restantes naos y nombró capitán de la Concepción a Juan Serrano y a Duarte Barbosa capitán de la Victoria.

### Navegación en el estrecho de Magallanes

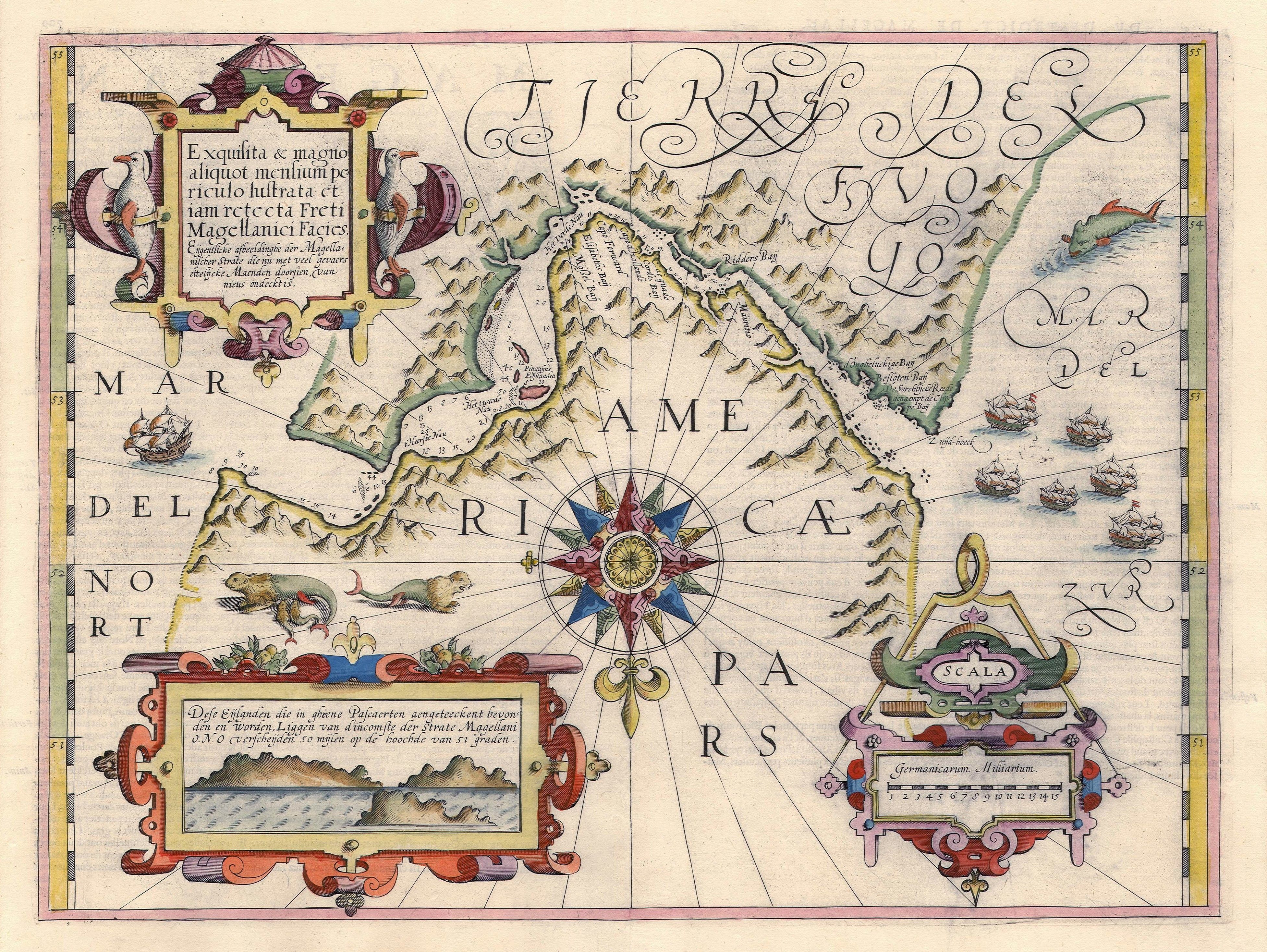
Estrecho de Magallanes (mapa de Jodocus Hondius de 1606).

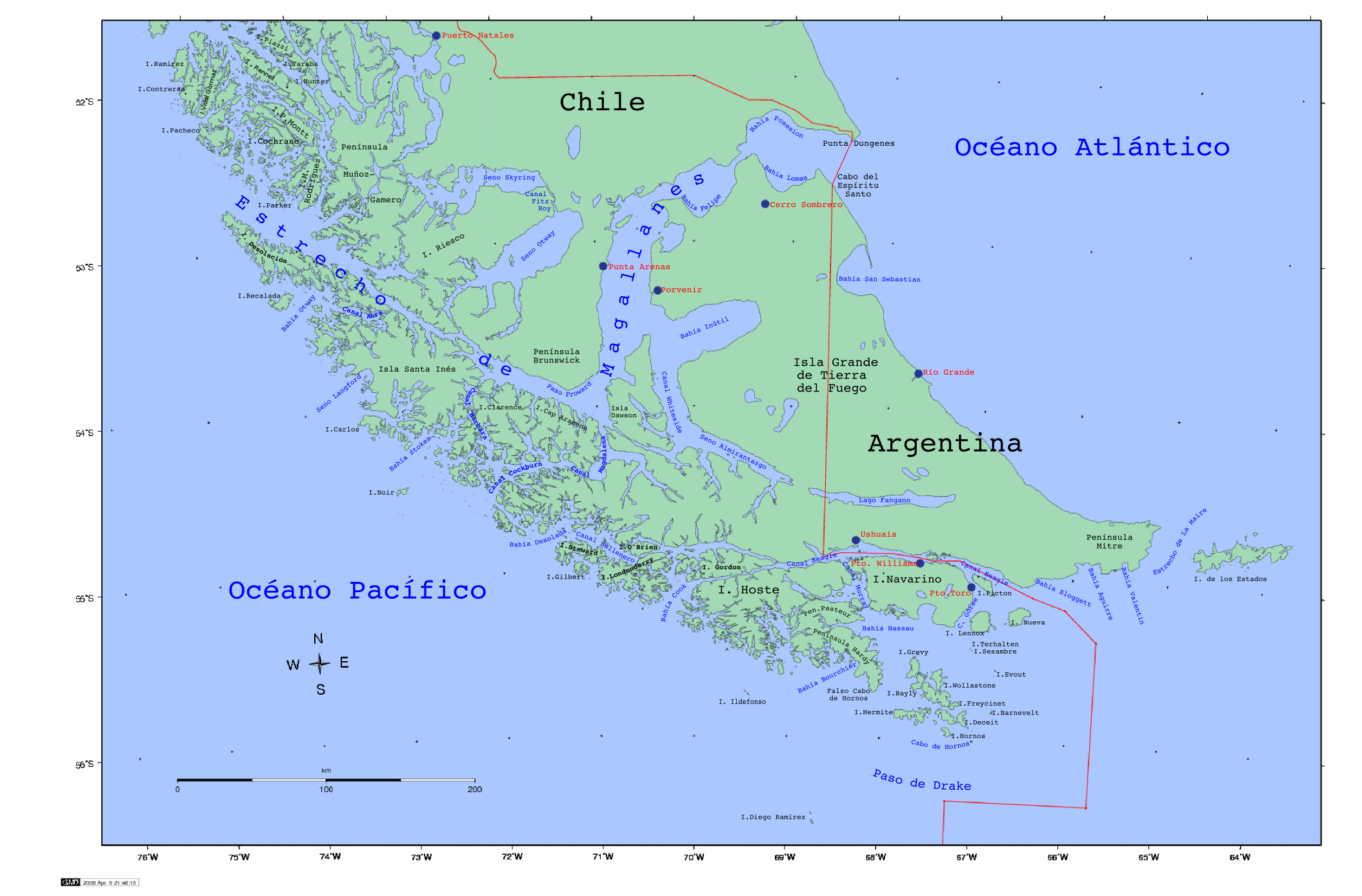
Mapa moderno del estrecho de Magallanes.

Continuó la expedición hasta el extremo meridional del continente y, entre el 21 de octubre y el 27 de noviembre de 1520, pasó el estrecho que une los dos océanos. Cruzarlo fue muy difícil, dado lo complicado de la costa. Para ello una nave se adelantaba en exploración buscando el mejor camino y volviendo sobre sus propios pasos para hacerse seguir por el resto hasta la zona explorada. Una vez terminadas estas minuciosas etapas consiguieron salir del «laberinto» hacia el océano Pacífico. Magallanes lo bautizó como «estrecho de Todos los Santos», aunque actualmente se conoce como estrecho de Magallanes, por haber sido su expedición la primera europea en avistarlo. Los españoles avistaron mientras navegaban por el estrecho numerosas hogueras en la costa sur, encendidas por los indígenas que habitaban ese territorio. Es por ello que los españoles denominaron al mismo "Tierra del Fuego".
El 28 de noviembre de 1520 surcaba la armada de Magallanes, por primera vez, aquel mar del Sur que, por lo serena y tranquila que estaba su superficie, recibió el nombre de «Pacífico». Con solo tres naves, ya que la tripulación de la San Antonio se había sublevado el 1 de noviembre, antes de cruzar el estrecho y Esteban Gómez había hecho regresar la nave a España por la ruta de Guinea, pasando aparentemente por las Islas Malvinas.

### Travesía en el Pacífico hasta las Marianas
La mala suerte de Magallanes quiso que en el largo derrotero de tres meses por el océano Pacífico, entre el estrecho de Magallanes y hasta su llegada a las islas Marianas, no descubriera ningún punto de tierra firme, por lo que la hambruna y el escorbuto azotaron a su tripulación, hasta el punto de que se pagaban cuantiosas monedas por una simple rata para devorar. El agua se corrompió y los hombres comían incluso cuero reblandecido y serrín:

La galleta que comíamos ya no era más pan sino un polvo lleno de gusanos que habían devorado toda su sustancia. Además, tenía un olor fétido insoportable porque estaba impregnada de orina de ratas. El agua que bebíamos era pútrida y hedionda. Por no morir de hambre, nos hemos visto obligados a comer los trozos de piel de vaca que cubrían el mástil mayor a fin de que las cuerdas no se estropeen contra la madera... Muy a menudo, estábamos reducidos a alimentarnos de aserrín; y las ratas, tan repugnantes para el hombre, se habían vuelto un alimento tan buscado, que se pagaba hasta medio ducado por cada una de ellas... Y no era todo. Nuestra más grande desgracia llegó cuando nos vimos atacados por una especie de enfermedad que nos inflaba las mandíbulas hasta que nuestros dientes quedaban escondidos....
Antonio Pigafetta. Relación del primer viaje alrededor del mundo.

El 6 de marzo de 1521, cuando ya la tripulación estaba diezmada por el hambre, abordaron la isla de Guam, perteneciente ahora al archipiélago de las islas Marianas, que ellos llamaron «islas de los Ladrones».

### En las islas Filipinas
El 16 de marzo llegaron a Sámar, lo que significó que fueran los primeros europeos en avistar las islas Filipinas, a las que Magallanes llamó «islas de San Lázaro». Para Magallanes era muy importante mantener una paz estratégica con los indígenas y convertirlos al cristianismo, y para ello utilizaba entre otras cosas el argumento de que serían más fuertes y les mostraba sus armas de fuego. Como testimonio de su intención de convertir a los nativos en cristianos está la Cruz de Magallanes, una cruz de madera colocada en Cebú por el explorador.

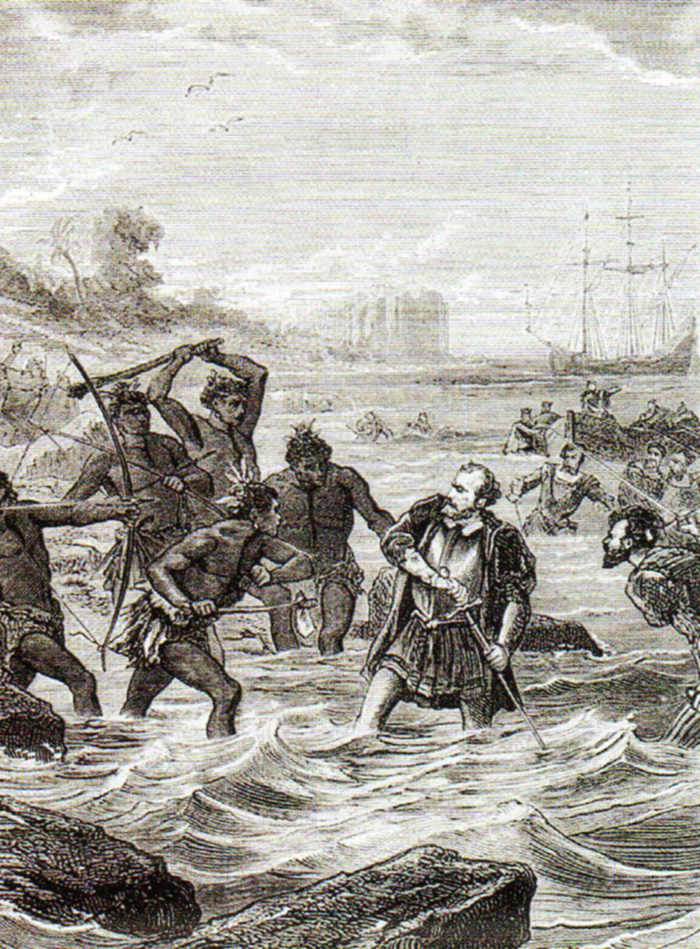
Muerte de Magallanes en la batalla de Mactán (grabado del).

Para asegurar una alianza con un jefe indígena de la región, Magallanes se propuso derrotar a su enemigo Lapulapu, el jefe de la isla de Mactán. Antes del ataque, Magallanes envió emisarios a Lapulapu para que cesara en su empeño de combatir y se sometiera al cristianismo y a la Corona española, oferta que Lapulapu rechazó, siendo así considerado aún hoy un líder independentista en Filipinas.
En la madrugada del 27 de abril de 1521, Magallanes y cincuenta de sus hombres llegaron a la playa de Mactán para luchar contra Lapulapu y mil de sus hombres. Magallanes estaba tan seguro de su victoria que pidió a los otros capitanes que no se involucraran en la lucha. Como la marea estaba baja tuvieron que dejar los barcos lejos de la costa, por lo que no pudieron descargar sus cañones, sus armas más fuertes. Esto sumado a que Magallanes y sus hombres llegaron agotados por haber tenido que caminar casi un kilómetro por el agua. Ya en la playa, a medida que avanzaba la batalla, los hombres de Magallanes empezaban a quedarse sin municiones y los de Lapulapu avanzaban. Un indígena le clavó una lanza en la pierna a Magallanes, haciéndolo caer. En ese momento todos los indígenas corrieron a él y lo lancearon, falleciendo en combate. Los españoles perdieron la batalla y Magallanes había caído en combate sin haber llegado siquiera a las Molucas, las islas de las especias, que se encontraban a solo unos días.
A su sucesor, Duarte Barbosa, lo mataron a traición en Cebú, junto a treinta de sus hombres en un banquete trampa organizado por el rajá. El resto de la expedición decidió abandonar Cebú y en la isla Bohol acordaron, al solo quedar 108 hombres para gobernar las tres naves, quemar la que en peor estado se encontraba, que era la Concepción, distribuyéndose entre las otras dos. También se decidió nombrar como jefe de la expedición a Juan López de Carvalho, hasta entonces piloto mayor de la flota.
Caía así en esta expedición con la misión y dotación para la busca de esa nueva ruta occidental hacia las especias, Fernando de Magallanes. A pesar de las reiteradas advertencias anteriores que le realizaron y argumentaron tanto su propia tripulación y las que acompañaban en otros buques, como el mismo Juan Sebastián de Elcano, pues la expedición iba preparada para su cometido principal y, a lo sumo, establecer nuevas relaciones diplomáticas y comerciales. No para confrontaciones y agresiones bélicas, y menos en el estado en el que ya llegaba la tripulación a varios puertos por el escorbuto y otras penurias a bordo. A Elcano ello incluso le supuso castigo y relegación de mando durante los primeros tramos de travesía por el Pacífico, ya que el máximo mando de la expedición era Magallanes. A Magallanes, esa férrea testarudez de la que hizo gala durante gran parte de la expedición, y posiblemente también ambiciones y ansias personales, le terminó costando la vida.

### En las Molucas
A finales de septiembre de 1521, los miembros de la expedición acordaron destituir a Carvalho como capitán general por mala conducta, nombrando a Gonzalo Gómez de Espinosa su nuevo jefe, capitán de la Trinidad. También se acordó poner a Juan Sebastián Elcano al frente de la Victoria. Dispusieron continuar la navegación hacia las islas de las especias. Llegaron a las islas Molucas el 7 de noviembre de 1521, atracando en la isla de Tidore al día siguiente. Allí pidieron permiso a su rey, llamado Almanzor por los españoles, para comerciar.
El 18 de diciembre de 1521, con las dos naves cargadas de clavo, se dispusieron para partir de regreso a España. Sin embargo, ese mismo día se descubrió una vía de agua en la Trinidad, haciendo necesaria una larga reparación. Se acordó que la Victoria volviera a España por la ruta de la India y que la Trinidad se quedase en el puerto de Tidore para ser reparada y regresar por el Pacífico hasta Panamá. El día 21 la Victoria partió en solitario hacia el oeste. El 5 de febrero de 1522 desertaron el joven grumete de la Victoria, Martín de Ayamonte, y el soldado Bartolomé Saldaña, que abandonaron “sin ser sentidos” la Victoria en la isla de Timor, donde la nave estaba fondeada. Al ser apresado por los portugueses, el grumete hizo una relación del viaje conservada en el archivo nacional portugués, descubierta en 1933 y traducida al español en 1936 en Chile, que ha sido recientemente redescubierta y vuelta a traducir en un esfuerzo hispano-luso y contiene detalles hasta ahora ignorados.
Espinosa completó la reparación de la Trinidad el 6 de abril de 1522 y se hizo a la mar, pero los continuos temporales impidieron su avance, y una fuerte tormenta dañó gravemente la nave. Pidió auxilio al capitán portugués António de Brito que se encontraba cerca, lo que ocasionó que los diecisiete hombres que quedaban en la embarcación fueran hechos prisioneros por los portugueses. Cinco de ellos, entre los que se encontraba Espinosa, regresaron a Europa y fueron liberados en 1527.

### Retorno a España capitaneado por Elcano

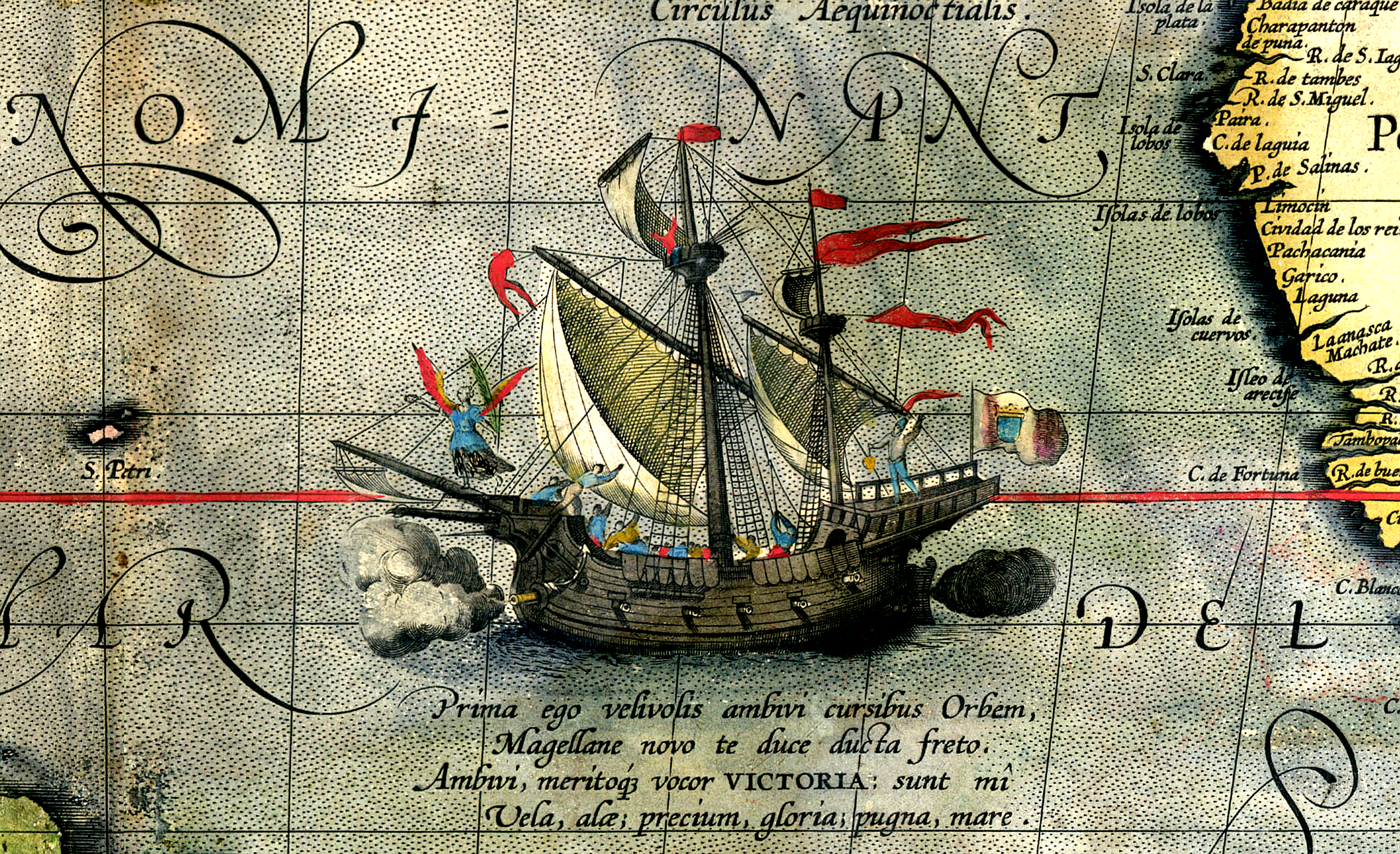
Detalle de un mapa (1590) de Abraham Ortelius que muestra la nave Victoria.

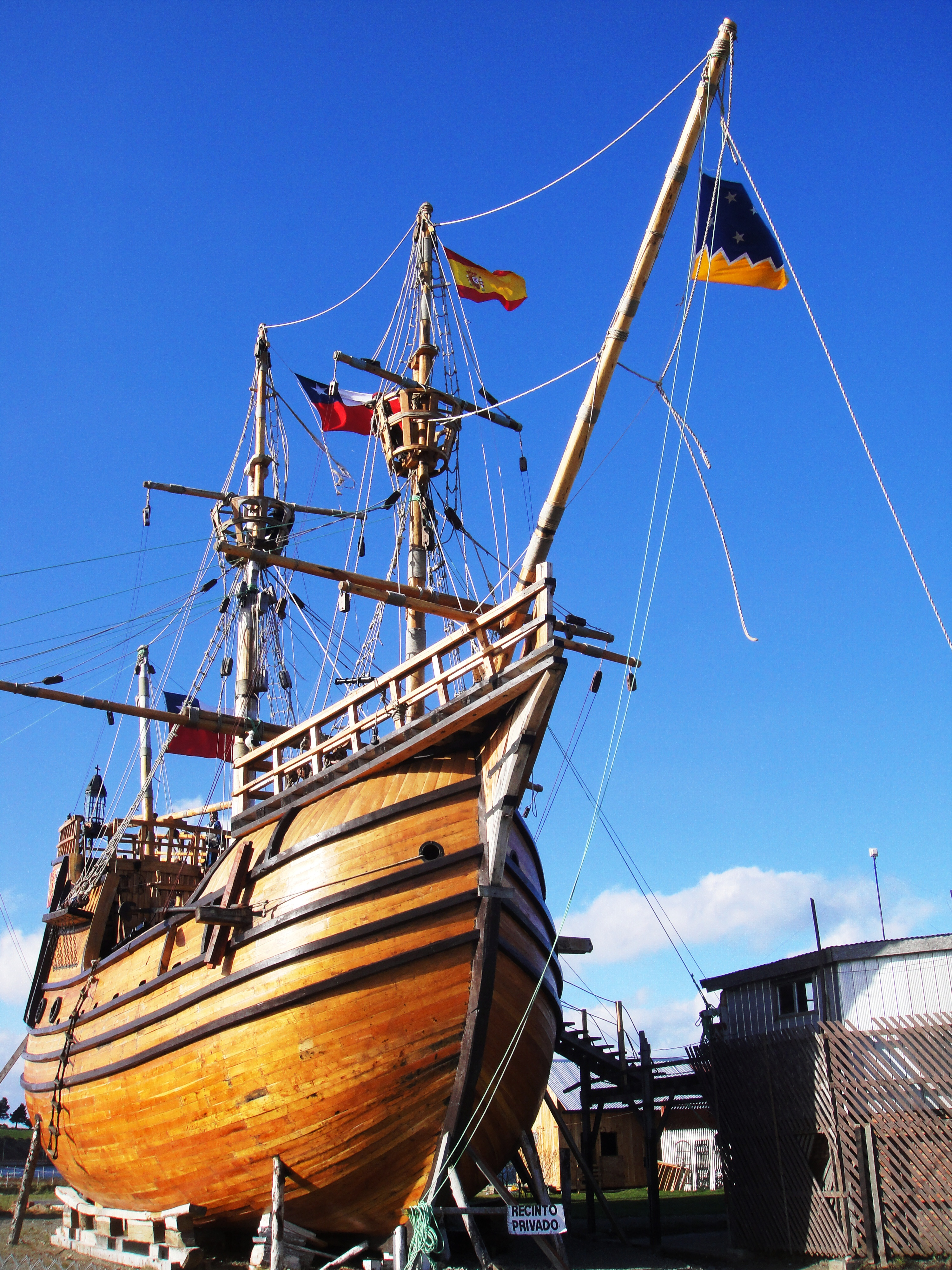
Réplica de la nao Victoria de Fernando de Magallanes en el Museo Nao Victoria de Punta Arenas, Chile.

Archipiélago de Cabo Verde en aguas del océano Atlántico dónde a la tripulación se le hizo patente que habían adelantado un día por navegar hacia el Oeste: lo que pensaban era un 'miércoles' realmente era el jueves 9 de julio de 1522.

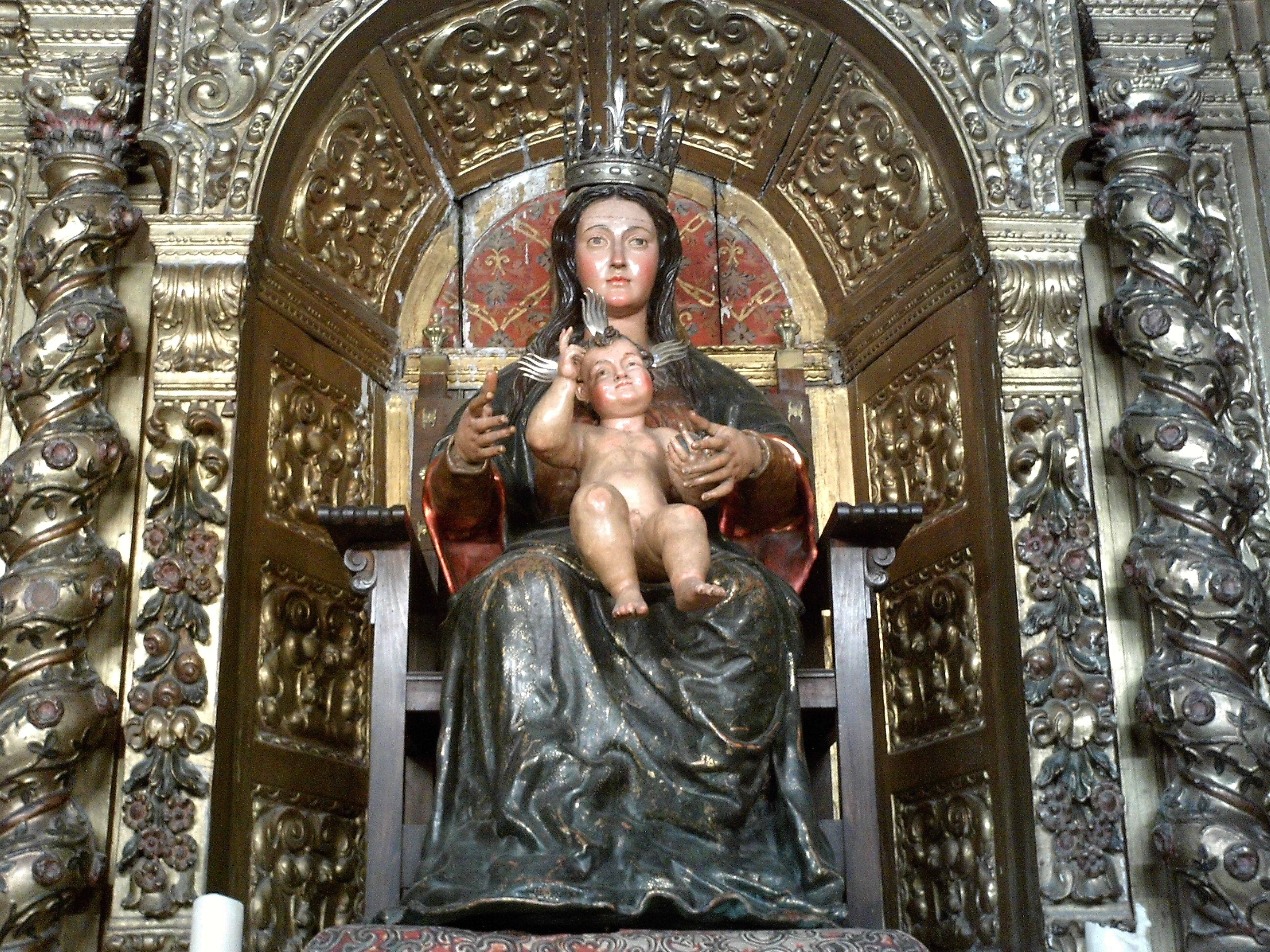
Virgen de la Victoria que estuvo en la iglesia del convento del mismo nombre de Sevilla. Magallanes y su tripulación juraron lealtad ante las banderas de la expedición en esa iglesia. Los 18 marineros que llegaron tras dar la Primera Vuelta al Mundo se presentaron frente a esta imagen. El 8 de septiembre es la festividad de la Virgen de la Victoria. En la actualidad se encuentra en la Iglesia de Santa Ana.

Antes de que Elcano fuera al Océano Índico, se encontró con Rajah Matanda o Rajah Ache, el futuro príncipe musulmán de Manila con quien se encontraría la expedición de Miguel López de Legazpi. Ache atacó a la expedición.
Dery sugiere que la decisión de Ache de atacar debe haber estado influenciada por el deseo de llevar el barco de Elcano de regreso a la bahía de Manila, para usarlo como palanca contra su primo, el gobernante de Tondo, quien estaba usurpando el territorio de la madre de Ache, quien gobernaba Maynila en ese momento. Elcano, sin embargo, pudo derrotar y capturar a Ache. Según Scott, Ache finalmente fue liberado después de que se pagó un rescate. Sin embargo, Ache dejó un moro que hablaba español, "un moro que entendía algo de nuestra lengua castellana, quien se llamaba Pazeculan", para ayudar en el camino de regreso de la nao Victoria a España. Este conocimiento del idioma español se dispersó por el Océano Índico e incluso en el sudeste asiático después de que la conquista castellana del Emirato de Granada obligara a los musulmanes granadinos de habla hispana a emigrar a través del mundo musulmán incluso hasta Manila islámica.
Elcano, al mando de la Victoria, atravesó el océano Índico y circunnavegó África, evitando cuidadosamente los puertos controlados por Portugal. Sin embargo la escasez de alimentos le obligó a recalar en el archipiélago de Cabo Verde el 9 de julio de 1522, un 'miércoles' para Elcano pero jueves según los isleños: habían 'ganado' un día al navegar hacia poniente. Como uno de los expedicionarios cometió la imprudencia de pagar algunas compras con clavo los portugueses cayeron en la cuenta de que la expedición venía de las Molucas y habrían retenido la nave de no ser porque Elcano zarpó apresuradamente.
Finalmente el 6 de septiembre de 1522 los expedicionarios arribaron a Sanlúcar de Barrameda completando así la primera circunnavegación del globo. El mismo día de la llegada tomó a su servicio un barco para remolcar la Victoria por el Guadalquivir hasta Sevilla, por el mal estado en que se encontraba la nave. Los oficiales de la Casa de la Contratación de Indias de Sevilla prepararon una lancha con doce remos, cargada de provisiones frescas. Dos días después atracaba en Sevilla la Victoria. En el muelle esperaban las autoridades de la ciudad y los miembros de la Casa de la Contratación en pleno, junto a un numeroso público que contemplaba la llegada de la desvencijada nave. Aquel día los navegantes no desembarcaron. Solo lo hicieron a la mañana siguiente, en camisa y descalzos, con cirios en las manos y en procesión. Se dirigieron a la iglesia de Nuestra Señora de la Victoria y a la capilla de la Virgen de la Antigua de la Catedral de Sevilla, como habían prometido hacer en momentos de angustia. La nao Victoria fue descargada.

Gracias a la Providencia, el sábado 6 de septiembre de 1522 entramos en la bahía de San Lúcar [...] Desde que habíamos partido de la bahía de San Lúcar hasta que regresamos a ella recorrimos, según nuestra cuenta, más de catorce mil cuatrocientas sesenta leguas, y dimos la vuelta al mundo entero [...] El lunes 8 de septiembre largamos el ancla cerca del muelle de Sevilla, y descargamos toda nuestra artillería.
Antonio Pigafetta. Relación del primer viaje alrededor del mundo.

Francisco López de Gómara, en su Historia General de las Indias, escribió en 1552:

La nave Argos de Jasón navegó muy poquito en comparación con la nao Victoria, que debiera guardarse en las atarazanas de Sevilla por memoria.

José Martínez de la Puente escribió en su Compendio de las Historias de la India Oriental en 1681:

Los fragmentos de esta nao Victoria se guardan en Sevilla por memoria de haber sido ella quien dio vuelta entera a todo el orbe de la tierra y el agua.

La carga de especias que trajo en la nao Victoria cubrió con creces los gastos de toda la expedición (cinco naves en total).
El rey del momento, Carlos I, otorgó en recompensa a Elcano la hidalguía y un escudo que añadía un orbe con una leyenda que decía "Primus circumdedisti me" en la parte superior.

Escudo de armas de Juan Sebastián Elcano

## Supervivientes de la expedición

### Pérdidas humanas
De los 239 hombres que salieron de Sanlúcar de Barrameda en la flotilla capitaneada por Fernando de Magallanes, solamente a dieciocho les cupo la suerte de poder regresar a España al mando de Elcano después de haber vencido los temporales de toda la circunnavegación de la Tierra.

### Primeros circunnavegantes

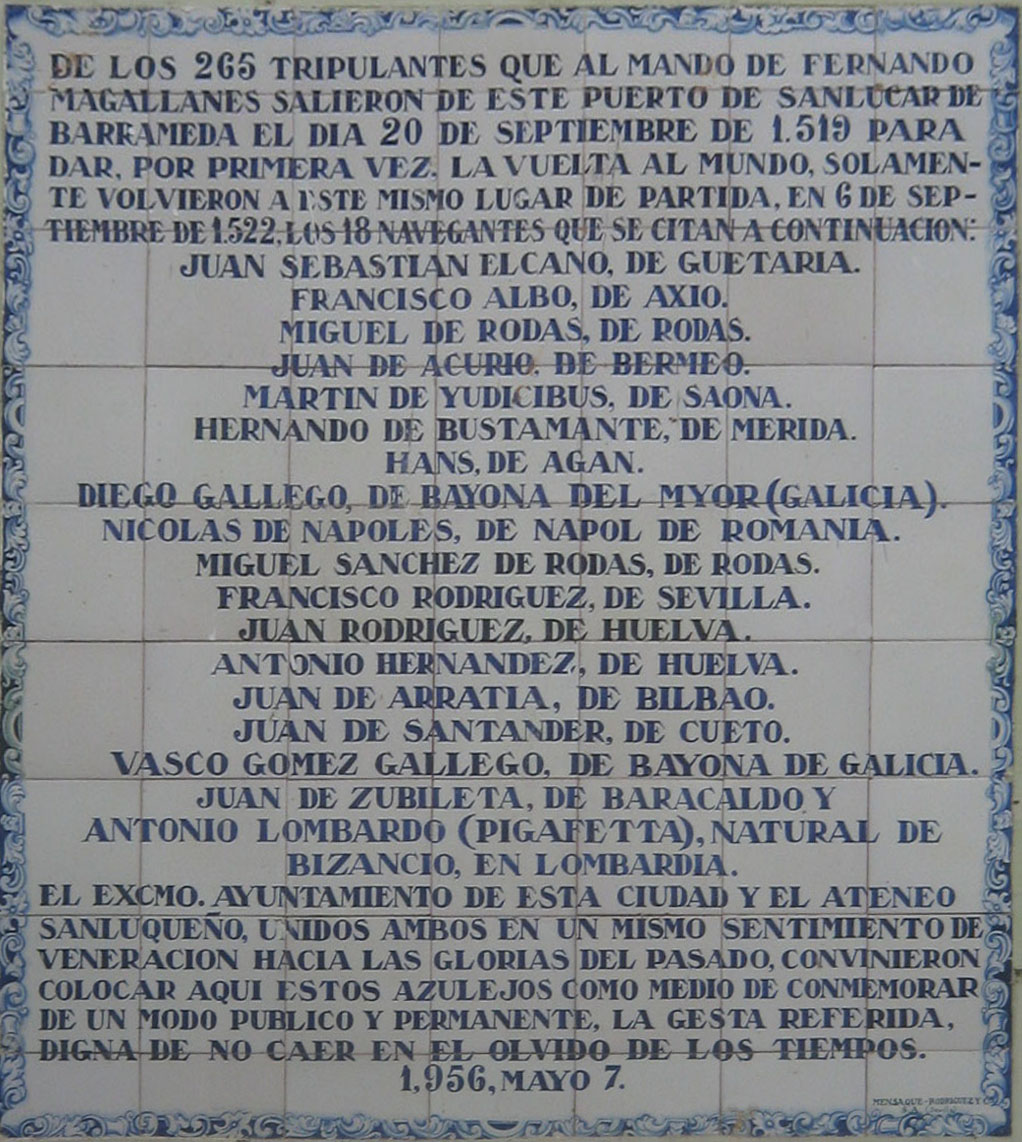
Placa conmemorativa en la fachada del antiguo ayuntamiento de Sanlúcar de Barrameda con los nombres de los hombres que retornaron a la ciudad tras la primera circunnavegación.

Estos dieciocho hombres recalaron en Sanlúcar de Barrameda a bordo de la Victoria el 6 de septiembre de 1522.
| Nombre                                          | Puesto             |
| ----------------------------------------------- | ------------------ |
| Juan Sebastián Elcano, de Guetaria              | Capitán            |
| Francisco Albo, de Axio (Grecia)                | Piloto             |
| Miguel de Rodas, de Rodas (Grecia)              | Piloto             |
| Juan de Acurio, de Bermeo                       | Piloto             |
| Antonio Lombardo Pigafetta, de Vicenza (Italia) | Sobresaliente      |
| Martín de Yudícibus, de Savona (Italia)         | Marino             |
| Hernando de Bustamante, de Mérida               | Marinero y barbero |
| Nicolás el Griego, de Nauplia (Grecia)          | Marinero           |
| Miguel Sánchez de Rodas, de Rodas (Grecia)      | Marinero           |
| Antonio Hernández Colmenero, de Ayamonte        | Marinero           |
| Francisco Rodríguez, de Portugal                | Marinero           |
| Juan Rodríguez, de Huelva                       | Marinero           |
| Diego Carmena Gallego, de Bayona                | Marinero           |
| Hans, de Aquisgrán (Alemania)                   | Artillero          |
| Juan de Arratia, de Bilbao                      | Grumete            |
| Vasco Gómez Gallego el Portugués, de Bayona     | Grumete            |
| Juan de Santander, de Cueto                     | Grumete            |
| Juan de Zubileta, de Baracaldo                  | Paje               |

### Otros supervivientes
Los doce hombres de la Victoria retenidos como prisioneros en Cabo Verde que regresaron algunas semanas más tarde a Sevilla, vía Lisboa:
- Martín Méndez, secretario de la flota;
- Pedro de Tolosa, despensero;
- Richard de Normandie, carpintero;
- Roldán de Argote, artillero;
- Mestre Pedro, supernumerario;
- Juan Martín, supernumerario;
- Simón de Burgos, preboste;
- Felipe Rodas, marinero;
- Gómez Hernández, marinero;
- Bocacio Alonso, marinero;
- Pedro de Chindurza, marinero;
- Vasquito, grumete.

Los cinco supervivientes de la Trinidad, que habían emprendido una ruta de regreso distinta desde las Molucas, también completaron la vuelta al mundo, aunque no regresaron a Europa hasta 1525 o 1526:
- Gonzalo Gómez de Espinosa, alguacil mayor de la flota;
- Leone Pancaldo, piloto;
- Juan Rodríguez el Sordo, marinero;
- Ginés de Mafra, marinero;
- Hans Vargue, artillero.

## Repercusiones de la circunnavegación

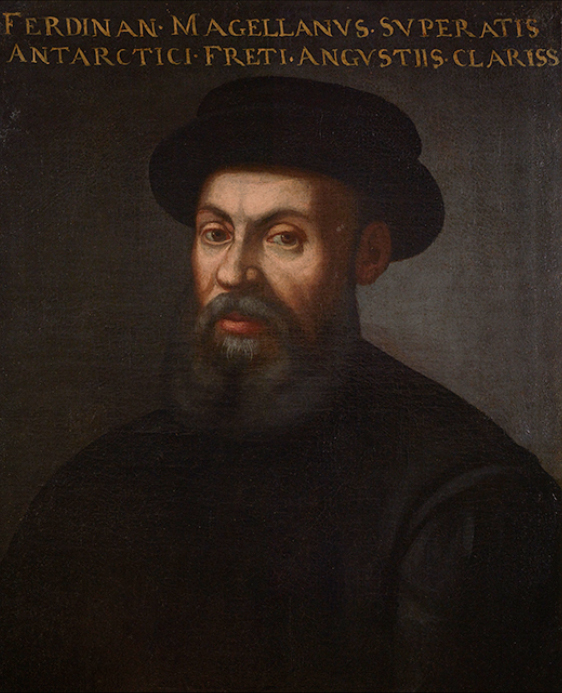
Un retrato anónimo de Fernando de Magallanes, probablemente del o, (The Mariner's Museum Collection, Newport News,VA).

### Un mundo globalizado
Tras el viaje y la primera vuelta al mundo se pudo confirmar la teoría de Aristóteles: la Tierra es esférica, teoría que había mantenido Cristóbal Colón. A su vez pudieron comprobar que el diámetro de la esfera terrestre era mucho mayor de lo que se pensaba hasta entonces, 12 440 km. Pero como descubrimiento mayor fue que entre América y Asia había un gran océano. Se consiguió llegar atravesando el canal que separaban a Oriente de Occidente, el estrecho de Magallanes. Esto dio lugar a nuevos territorios para los europeos, a estos nuevos lugares les dieron nombres como: Montevideo, Bahía de San Julián, Cabo de las Once Mil Vírgenes, Cabo Deseado, Estrecho de Todos los Santos, Mar Pacífico, Tierra del Fuego, Filipinas, Patagonia o el posterior paso de Drake.
Estos territorios trajeron consigo el descubrimiento de una fauna y una flora para los ojos europeos, como fueron en fauna el pingüino y el guanaco. En flora se descubrieron especies de plantas y especias que romperían el concepto de paisaje que se tenía hasta ese instante: palmeras, buganvilla, naranjo amargo, jacarandá, araucarias, falso pimiento.

### Apertura de una red intercambios intercontinentales
Esta primera circunnavegación supuso el inicio de un gran sistema de intercambio muy variado entre continentes, por ejemplo, intercambios humanos, biológicos, agropecuarios, culturales o económicos. A este período se le conoce como la primera globalización ibérica y abarca desde el descubrimiento de América por Cristóbal Colón (1492), la llegada a la India de Vasco de Gama (1498), el descubrimiento de la Mar del Sur por Vasco Núñez de Balboa (1513) y hasta la vuelta al mundo capitaneada en un inicio sin saberlo ni ser objetivo de la expedición a las especias por Fernando de Magallanes, pero sí posteriormente finalizada únicamente bajo la capitanía general de Juan Sebastián de Elcano (1522).
Esta exploración, considerada como la primera vuelta al mundo, constituyó una red de intercambios intercontinentales de diversa índole, creando así un sistema económico mundial. Tras este gran acontecimiento, se concibe la aparición de un solo mundo y se comienza a pensar en la posibilidad de una historia universal, ya que este proceso implicó a todos los mundos.
Al tener la sociedad europea un concepto más globalizado, completo y veraz del mundo, ven mucho más fácil el intercambio de materias primas, pues podían dar una alternativa a la ruta de las especias que se conocía hasta el momento. En la Edad Media el comercio de las especias estaba en manos de los árabes, una ruta lenta y cara. Tras la caída de Constantinopla en 1453, Turquía bloqueó el paso e impuso elevadas tasas. Esto hizo que españoles y portugueses empezaran a buscar otras alternativas más asequibles.

### Financiación de las rutas comerciales
A raíz de las nuevas rutas comerciales y los acercamientos a países con las materias primas más demandadas de la época, se creó un mecanismo de financiación. Este mecanismo se afianzó gracias al capital público procedente de la Corona Española y el capital privado que venía de la inversión que hacían los mercaderes castellanos que recuperaron con grandes intereses su dinero.

## Reconocimientos y conmemoraciones

### Reconocimiento de la hazaña
La primera vuelta al mundo se había terminado, y con ella se demostraba prácticamente la esfericidad de la Tierra, ya que marchando siempre en la misma dirección, se llegaba al punto de partida. El emperador Carlos I, al recibir a Juan Sebastián de Elcano, le dio por escudo un globo con la leyenda en latín: Primus circumdedisti me («El primero me circundaste»).
Sorprendentemente, una creencia popular inglesa, aún hoy defendida en artículos periodísticos e incluso en recursos pretendidamente académicos, sostiene que la primera vuelta al mundo fue la de Francis Drake entre 1577 y 1580... olvidando la expedición Magallanes-Elcano, de 1519-1522.

### Vuelta al Mundo 2004-2006

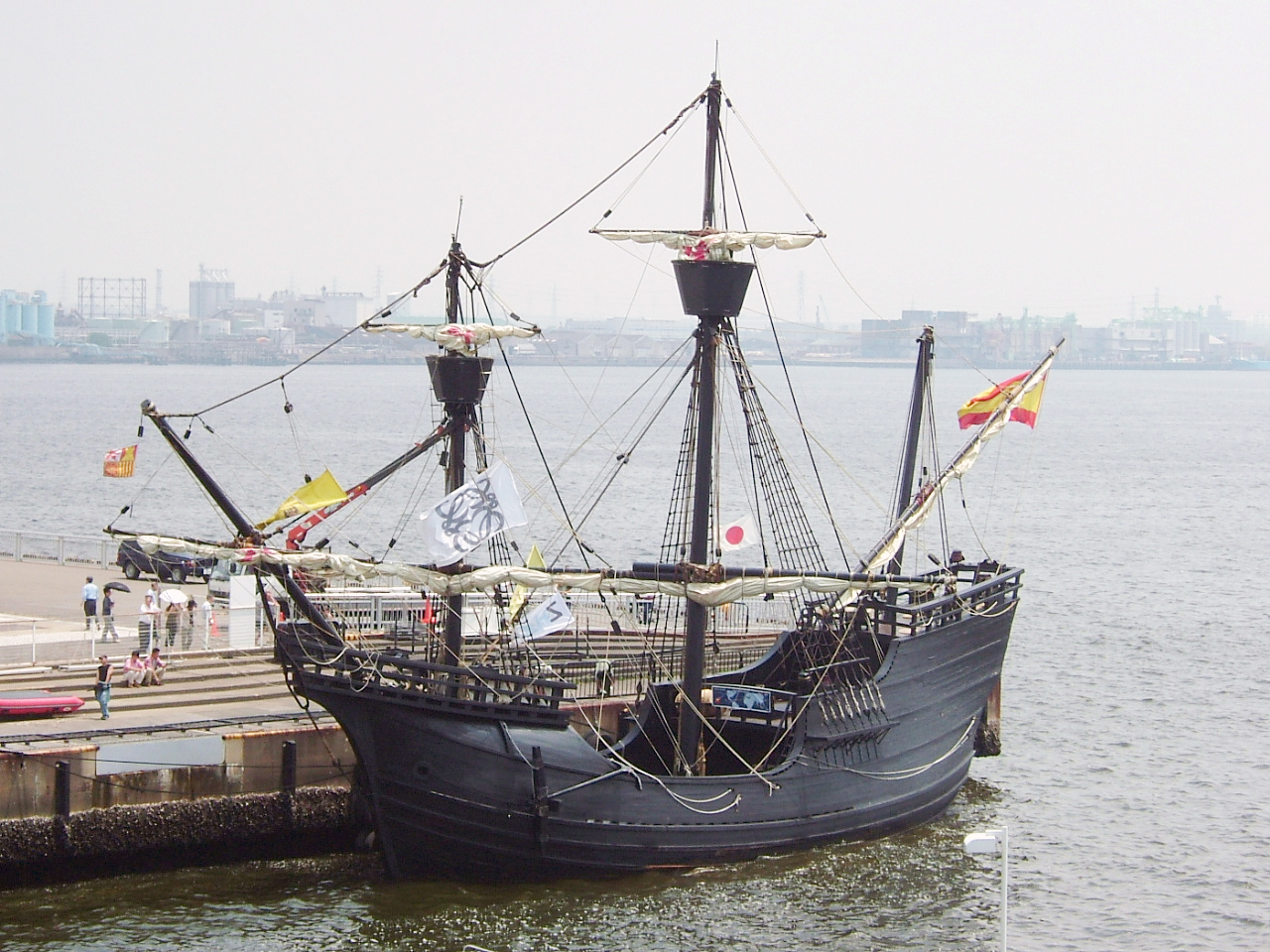
La réplica de la nao Victoria de 1992 en Nagoya, Japón, en 2005.

En 1992 se construyó una réplica de la nao «Victoria» que fue expuesta en la Exposición Universal de Sevilla.
Para conmemorar la Primera Vuelta al Mundo y difundir la labor descubridora de los marinos españoles, la réplica de la nao «Victoria» emprendió un viaje alrededor del globo. Partieron el 12 de octubre de 2004 desde Sevilla. Se visitaron 17 países y el barco se convirtió en la primera réplica histórica en dar la vuelta al mundo a su regreso a Sevilla el 4 de mayo de 2006.
En diciembre de 2006 se creó la Fundación Nao Victoria, con este barco en su haber.

### Monumentos conmemorativos

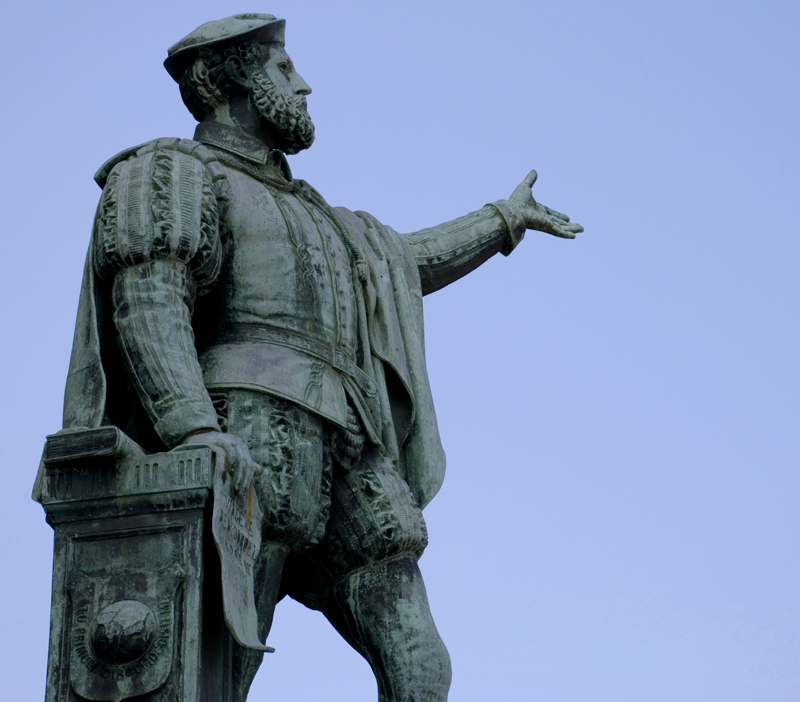
Estatua de Juan Sebastián Elcano en Guetaria.
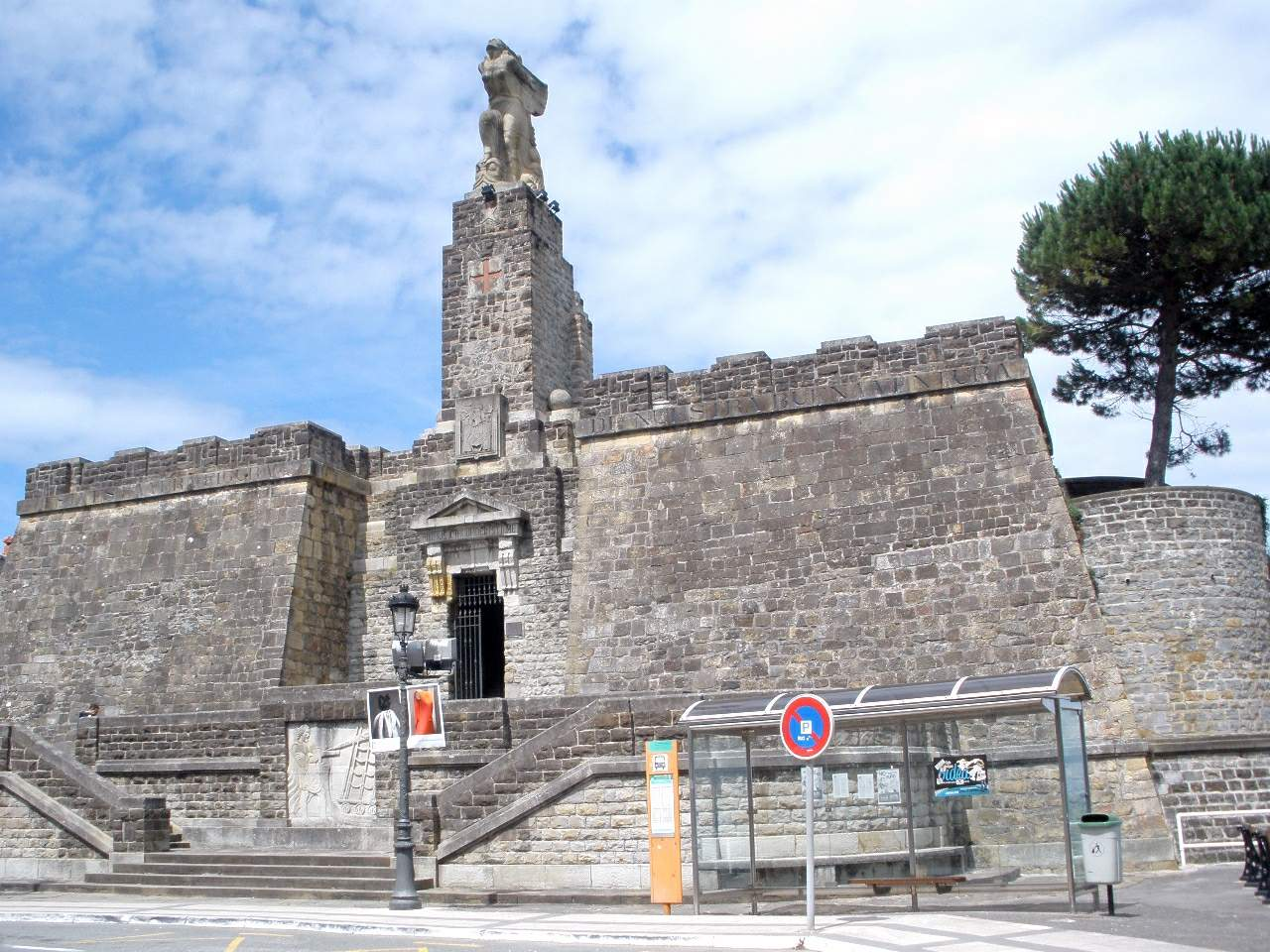
Monumento a Juan Sebastián Elcano en Guetaria.
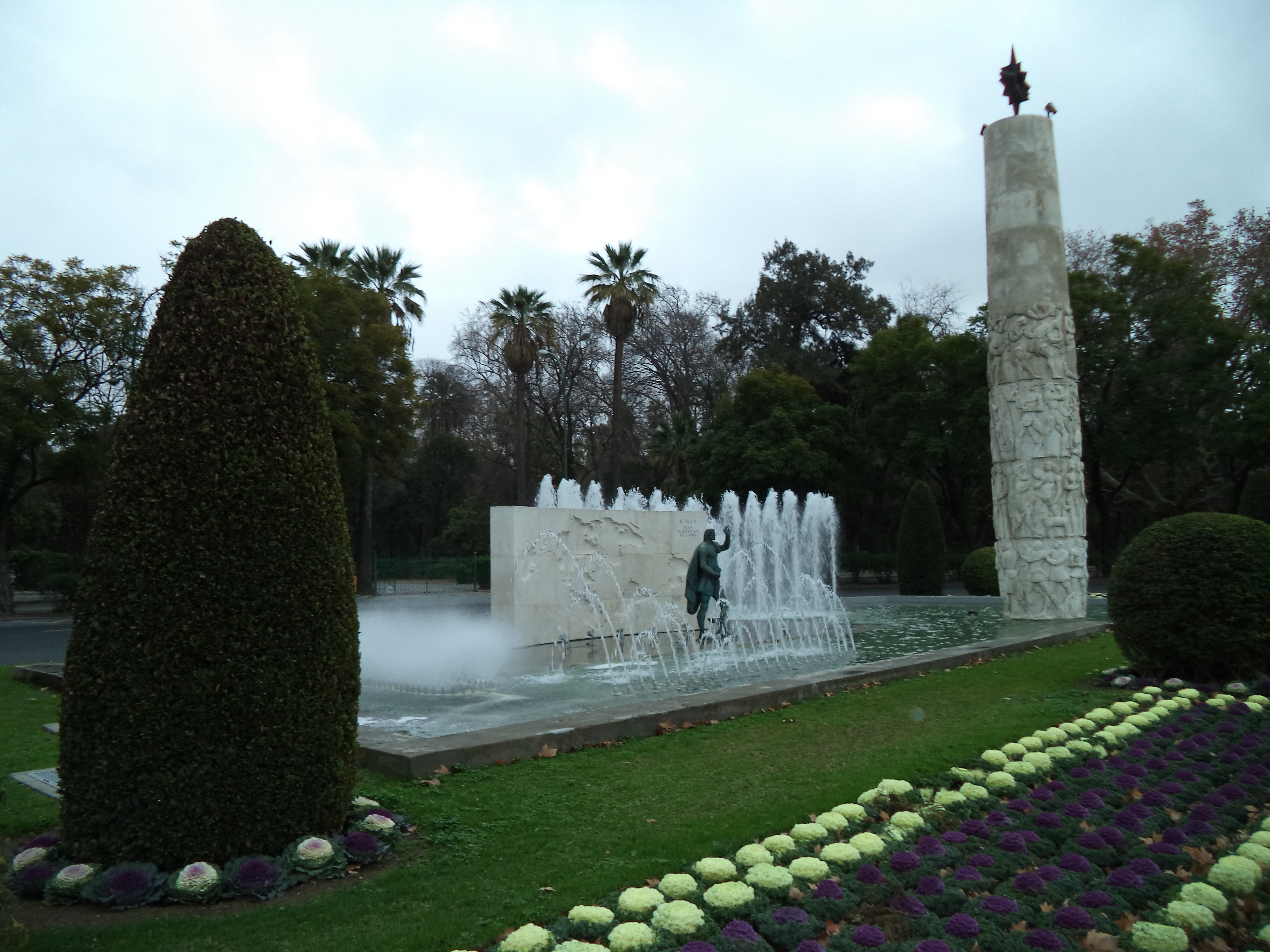
Monumento a Juan Sebastián Elcano en la Glorieta de los Marineros Voluntarios de Sevilla.
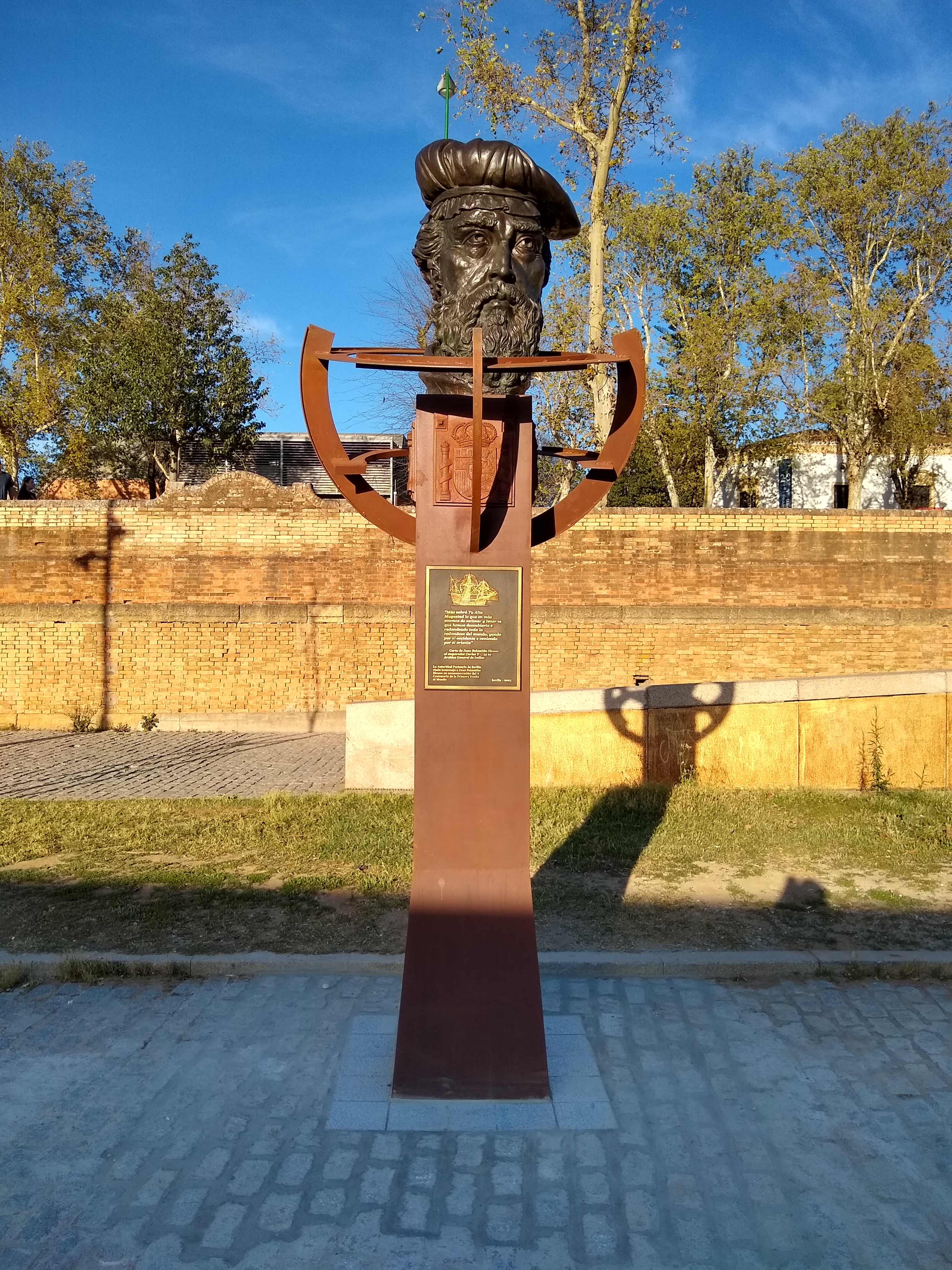
Monumento a Juan Sebastián Elcano en el Muelle de Nueva York de Sevilla.
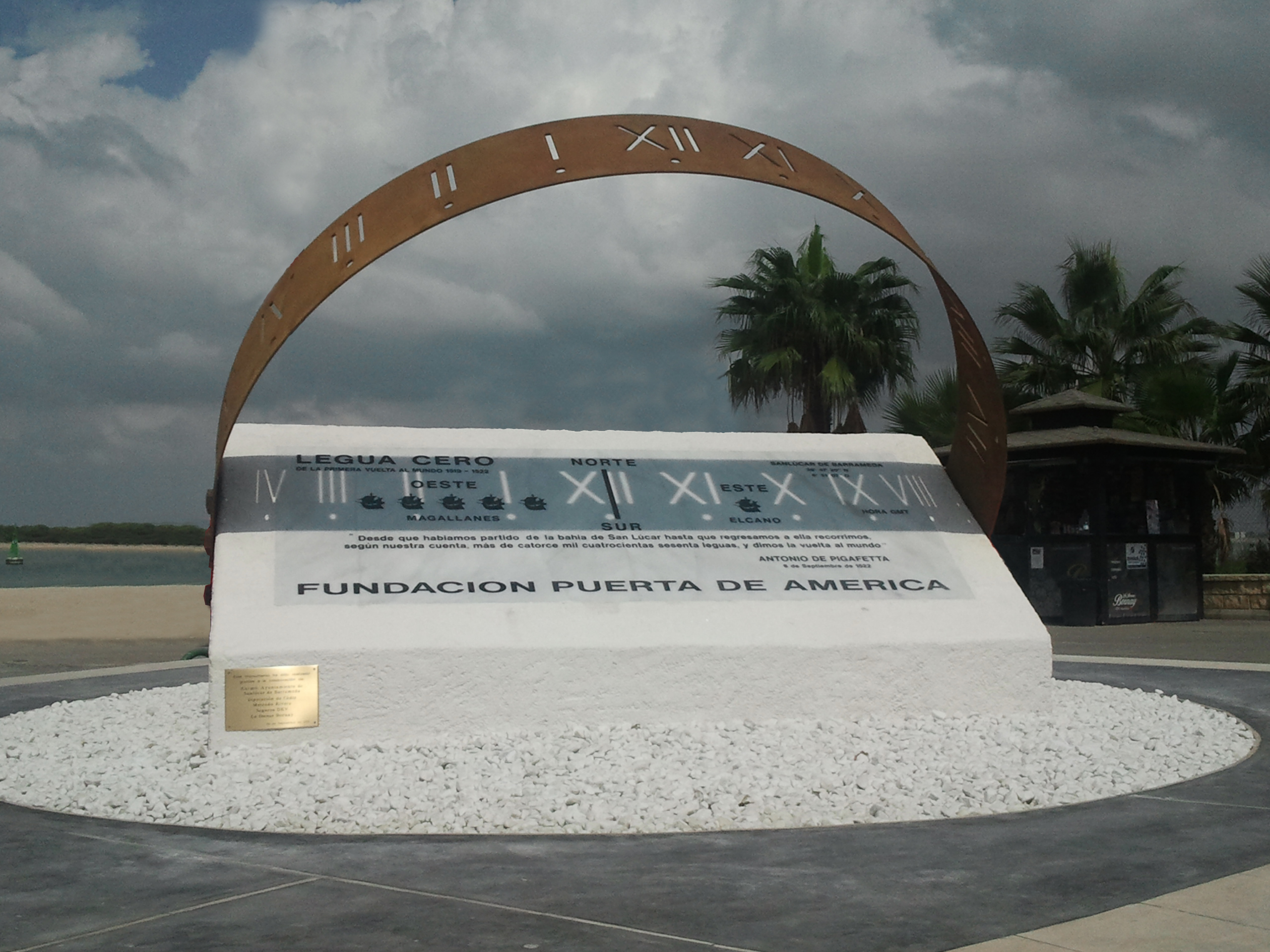
Monumento «Legua Cero», en Sanlúcar de Barrameda, en conmemoración de la primera circunnavegación mundial.
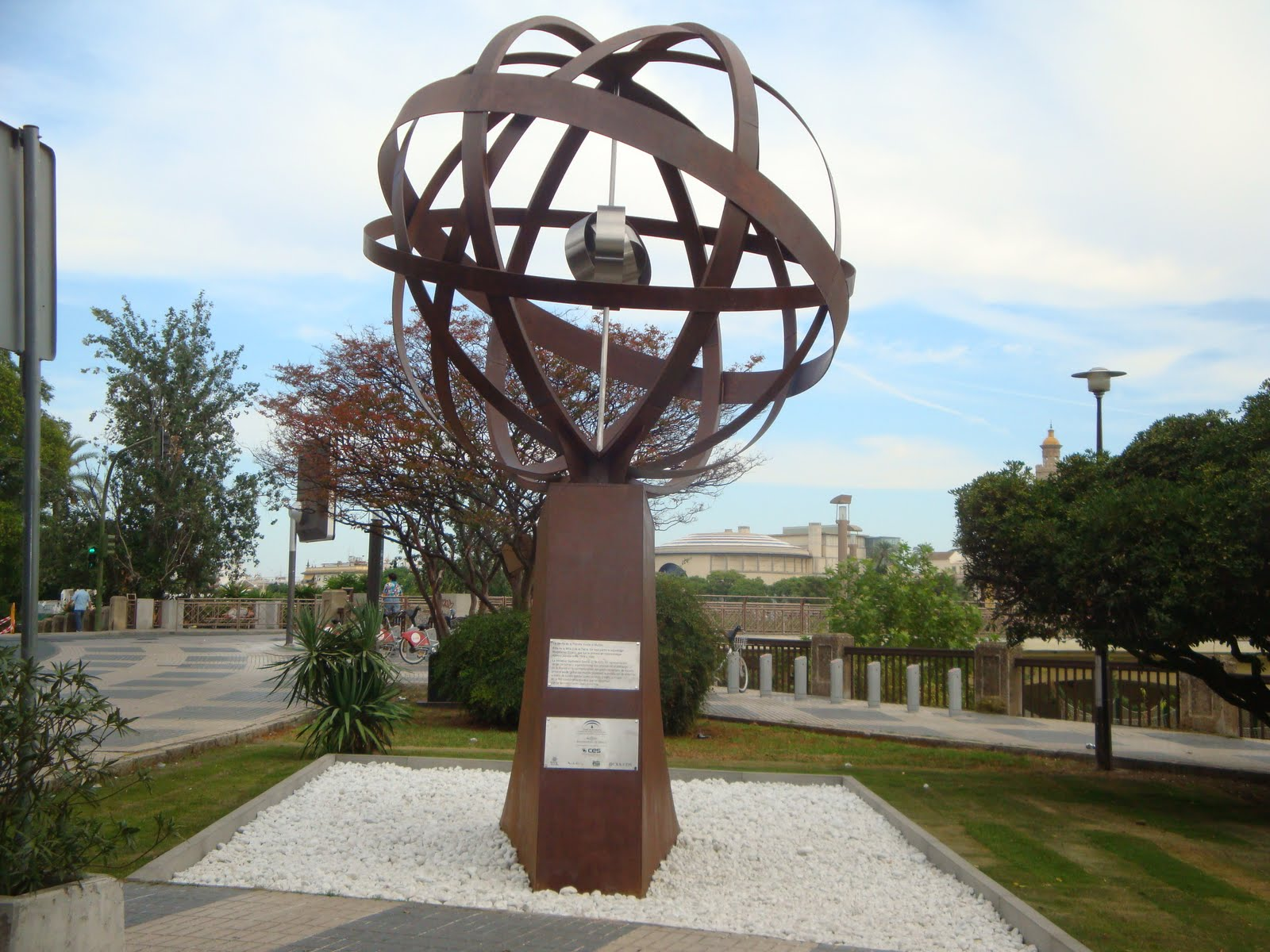
«Milla Cero» en Sevilla, que conmemora la primera circunnavegación mundial.
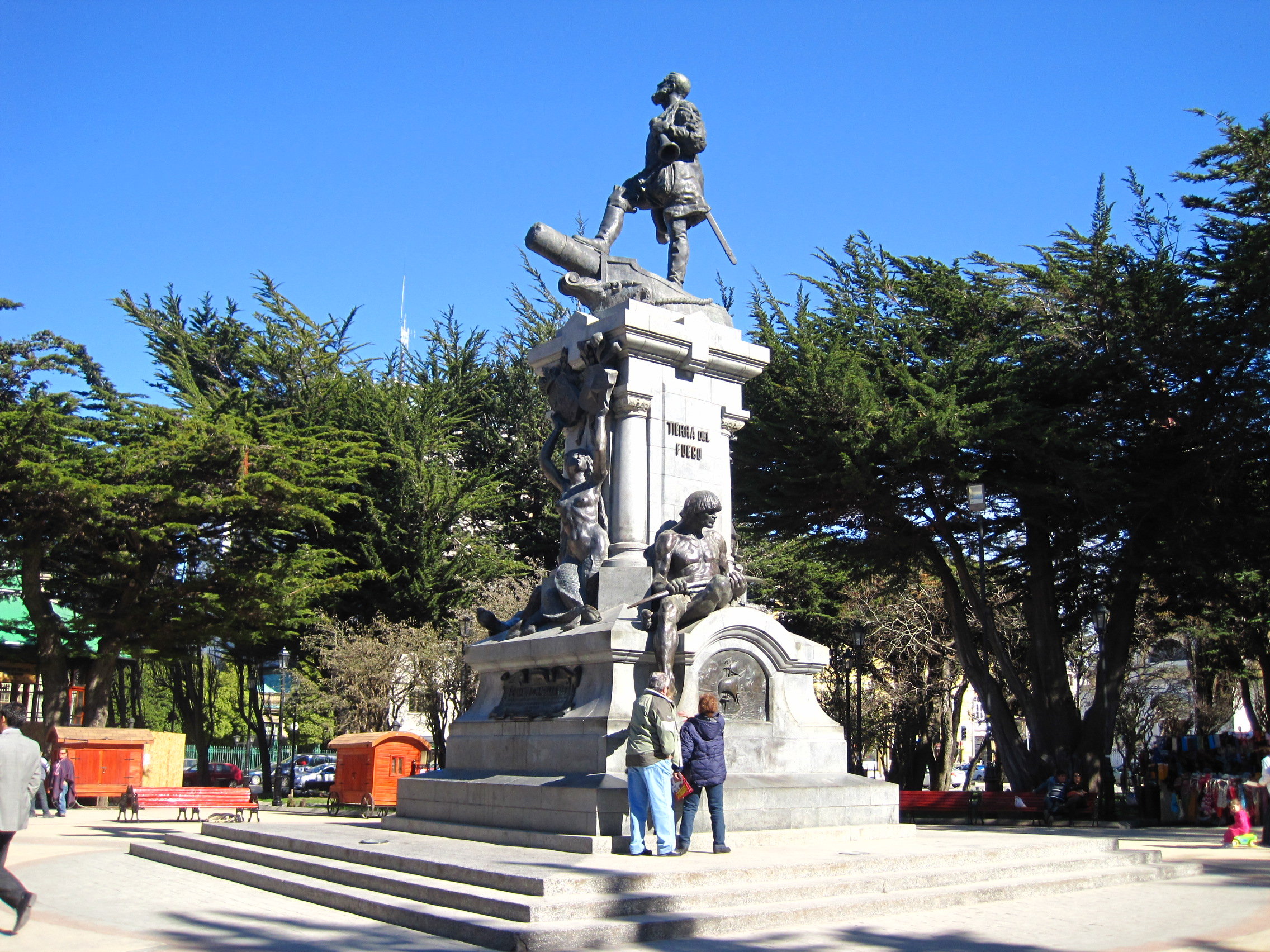
Monumento a Fernando de Magallanes en Punta Arenas, Chile.

### Conmemoración del V Centenario

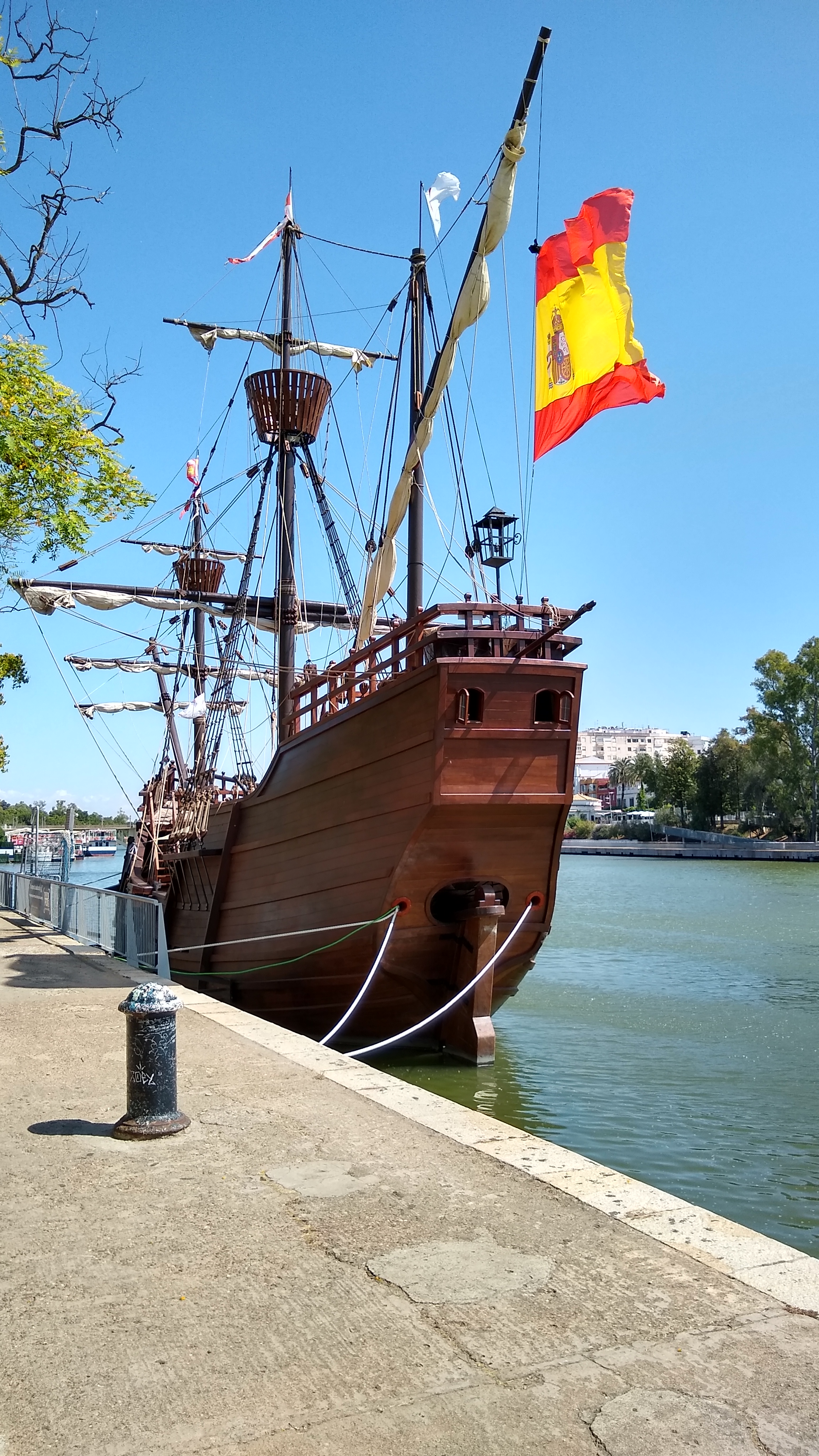
La nao Victoria 500 situada de forma permanente en Sevilla, España.

Se han planificando diversas iniciativas para celebrar el V Centenario de la Primera Vuelta al Mundo, entre las que destaca la Travesía Solidaria Global organizada por el equipo de Los18, con el objetivo de contribuir a solventar los problemas que más preocupan a la humanidad hoy, y los programas Sevilla 2019-2022 y Sanlúcar de Barrameda 2019-2022.
En 2017 se celebró el II Congreso Internacional sobre la Primera Vuelta al Mundo en el Castillo de Santiago de Sanlúcar de Barrameda.
Entre el 12 de septiembre de 2019 y el 23 de febrero de 2020 tuvo lugar la exposición El viaje más largo: la Primera Vuelta al Mundo en el Archivo General de Indias de Sevilla. Fue inaugurada por Felipe VI y Letizia Ortiz. Del 19 de junio al 25 de octubre de 2020 la exposición se pudo visitar en el Museo San Telmo de San Sebastián.

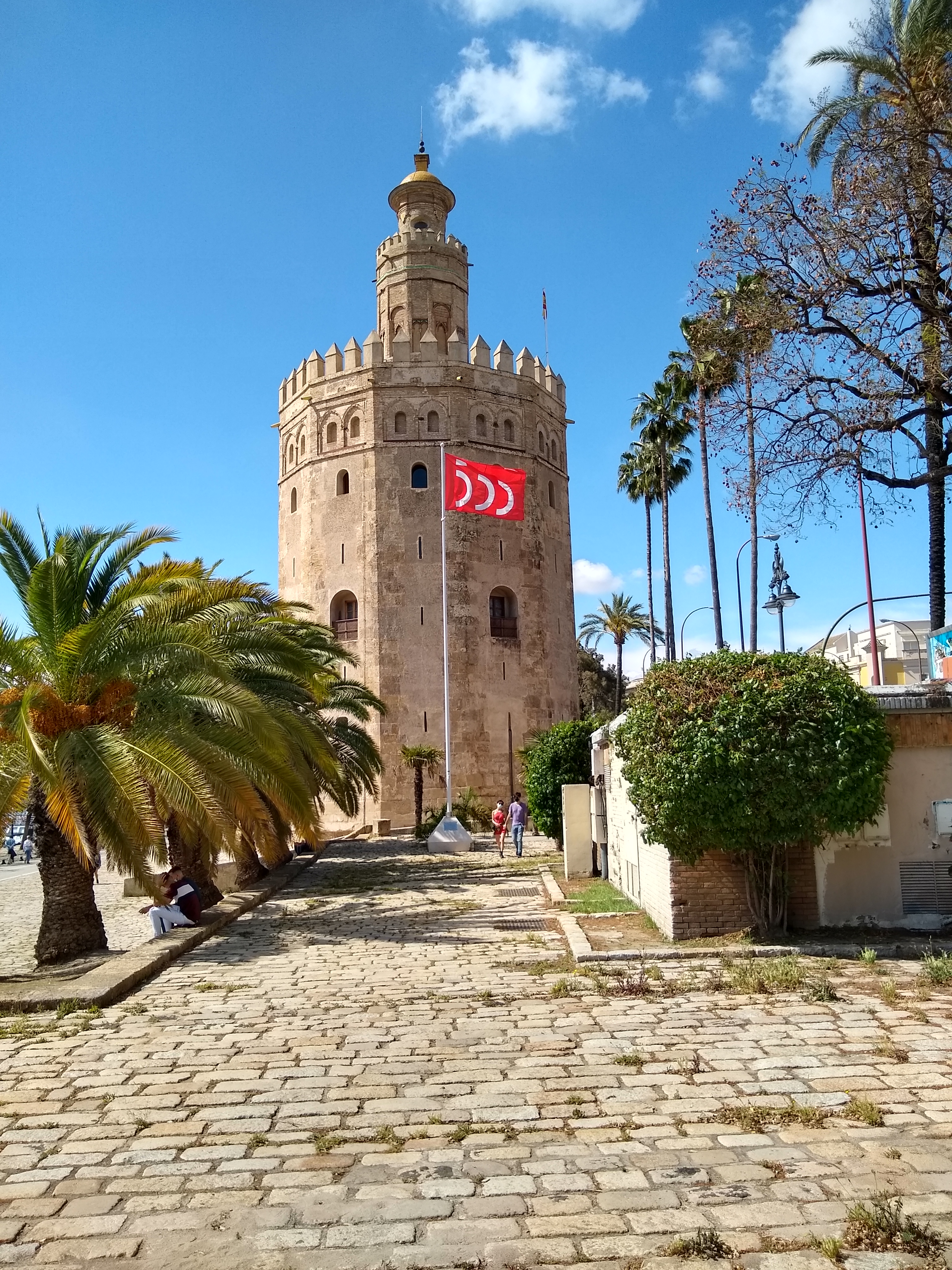
Bandera oficial del V Centenario de la Primera Vuelta al Mundo, que permaneció izada en Sevilla entre 2019 y 2022.

El 10 de agosto de 2019 la vicepresidenta del Gobierno de España, Carmen Calvo, el ministro de Cultura y Deporte, José Guirao, y el jefe del Estado Mayor de la Armada almirante Teodoro López Calderón presenciaron en Sevilla un desfile militar y el izado de una bandera conmemorativa del V Centenario junto a la Torre del Oro. La vicepresidenta y el jefe del Estado Mayor de la Armada realizaron una ofrenda floral frente al Monumento a Juan Sebastián Elcano, en memoria de los marineros que participaron en la expedición. La vicepresidenta, el alcalde de Sevilla, el presidente de la Fundación Nao Victoria y el presidente de la Junta de Andalucía inauguraron luego un espacio expositivo en el paseo Marqués de Contadero.
La Fundación Nao Victoria construyó en 2020 una réplica de este barco y lo situó de forma permanente en Sevilla, junto al espacio expositivo del paseo Marqués de Contadero.
En memoria de la gesta, 10 de agosto de 2019 el velero Pros partió de Sevilla para dar la vuelta al mundo. La expedición fue promovida por la asociación Amigos de los Grandes Navegantes y Exploradores Españoles. No obstante, la expedición fue interrumpida en Lima el 23 de marzo de 2020 debido a la pandemia de coronavirus.
El 24 de agosto de 2020 el buque escuela de la Armada Española Juan Sebastián Elcano zarpó desde su Base Naval de La Carraca, en San Fernando, para dar su undécima vuelta al mundo. En su viaje visitó Punta Arenas (estrecho de Magallanes, Chile), en octubre; Guam (islas Marianas, Micronesia), Sámar y Cebú (Filipinas), en marzo, y Ternate y Tidore (islas Molucas, Indonesia), en abril, en las mismas fechas en las que llegó la expedición 500 años antes. El buque escuela finalizó su travesía en la Base Naval de La Carraca, San Fernando, el 13 de junio de 2021.
En aquel viaje, el buque escuela visitó Filipinas el 16 de marzo de 2021. La Embajada de España en Filipinas, junto con el Comité del Quinto Centenario de Filipinas llevaron un amplio programa de actividades en torno a la isla de Samar entre los días 15 y 18 de marzo, para recibir al buque escuela y conmemorar los hechos históricos ocurridos en 1521. El 16 de marzo se inauguró un monolito con inscripción en Suluan, el 17 otro en Homonhon y el 18 de marzo otras dos estelas, una en la iglesia de Guiuan y otra en Samar. El texto de la última estaba traducido al español como muestra de la amistad entre los dos países, y fue inaugurada por el presidente filipino Rodrigo Duterte y el embajador español Jorge Moragas. La embajada española también ha organizado junto con el Instituto Cervantes y Casa Asia un ciclo de conferencias con historiadores y expertos en este episodio que se desarrollarán hasta junio, además de la exposición "El viaje más largo", que se inauguró en mayo en el Museo Nacional de Filipinas.
En 2018 el barco del rey de España fue bautizado como Aifos 500. El nombre es "Sofía" al revés y la cifra se debe al V Centenario de la Primera Vuelta al Mundo.
El 25 de marzo de 2022 la Orquesta Sinfónica y Coro de Radiotelevisión Española (RTVE) realizó en el Teatro Monumental un concierto extraordinario conmemorando el V Aniversario de la primera vuelta al mundo, dirigido por el maestro segoviano José Luis López Antón y teniendo a Rafael Aguirre como solista, interpretando piezas españolas, portuguesas, chilenas y argentinas en honor a la ruta marítima.
Entre 2019 y 2022 la Fábrica Nacional de Moneda y Timbre de España emitió cuatro monedas, una por año, conmemorando el viaje con distintas imágenes. La cuarta fue emitida el 4 de julio de 2022 y se lanzaron 6 000 unidades, de 10 euros de valor nominal. El anverso muestra un relieve de Juan Sebastián Elcano y el reverso una imagen de la nao Victoria llegando a Sevilla.
En 2019 Correos emitió un sello conmemorativo. En 2022 la Lotería Nacional de España le dedicó un décimo a la efeméride, con una imagen de Juan Sebastián Elcano.

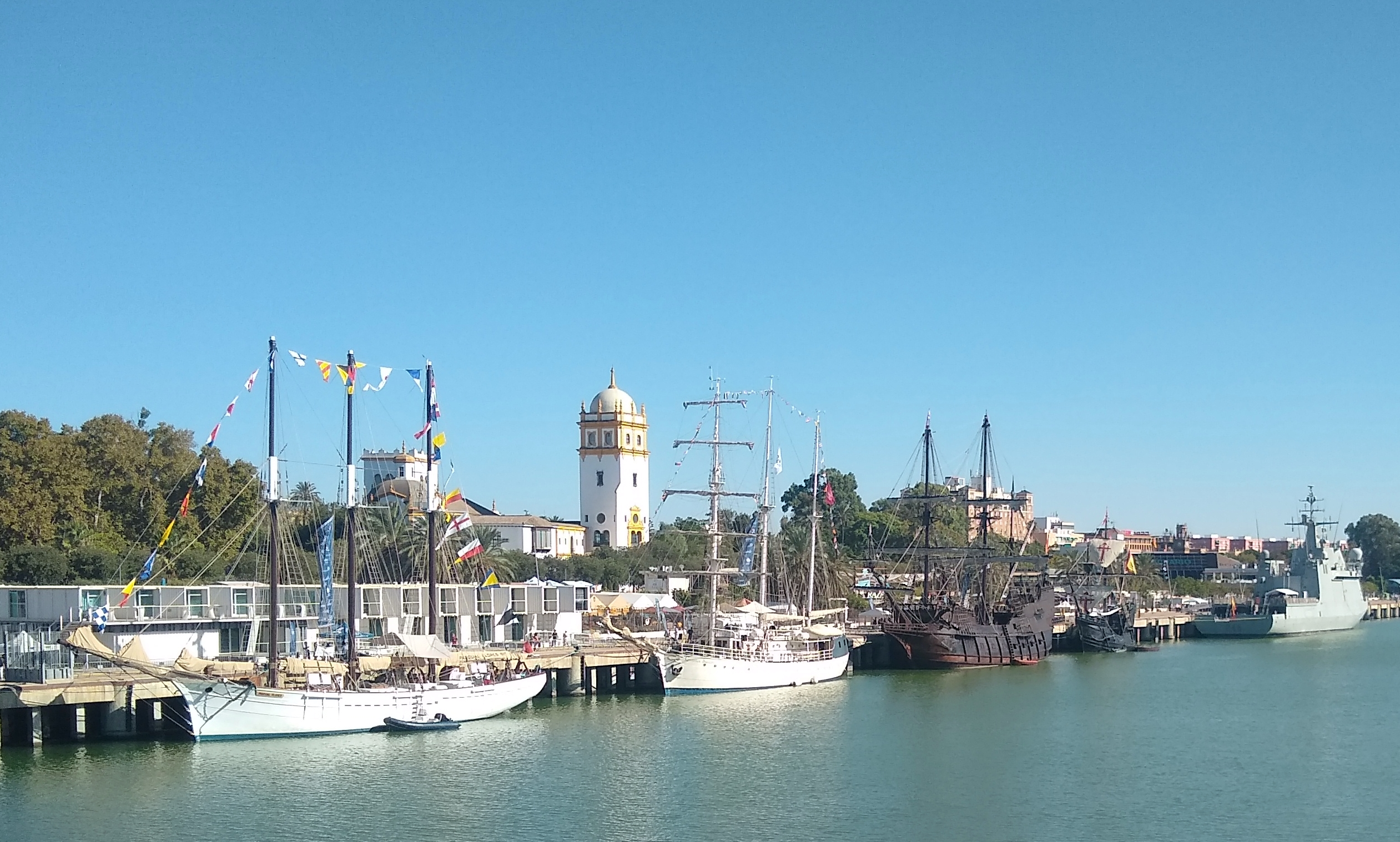
El muelle de las Delicias de Sevilla el 8 de septiembre de 2022. De izquierda derecha: el pailebote Pascual Flores, el bergantín-goleta Cervantes Saavedra, el galeón Andalucía, la réplica de la nao Victoria de 1992 y el buque de acción marítima Audaz.

El 6 de septiembre de 2022 tuvo lugar una revista naval en Sanlúcar de Barrameda en la que participaron los barcos de la Armada LHD Juan Carlos I (del que despegaron cuatro aviones Harrier), LPD Galicia, BAC Patiño, la fragata F-100 Almirante Juan de Borbón, las fragatas F-80 Victoria, Navarra y Reina Sofía, los BAM Tornado y Audaz y los PA Vigía, Mar Caribe y Medas. También participó una réplica de la nao Victoria de 1992, el galeón Andalucía y el buque escuela Juan Sebastián Elcano, en el cual iba Felipe VI. El Audaz, la réplica de la nao Victoria de 1992 y el galeón Andalucía remontaron el río Guadalquivir hasta el muelle de las Delicias de Sevilla, para estar entre el 8 y el 11 de septiembre, acompañados del pailebote Pascual Flores y el bergantín-goleta Cervantes Saavedra. Felipe VI fue al Alcázar de Sevilla el 8 de septiembre para presidir la última reunión del Pleno de la Comisión Nacional para la Conmemoración del V Centenario de la Expedición de la Primera Vuelta al Mundo, a la que asistieron varios ministros.
El 29 de septiembre de 2022 la Armada organizó un concierto donde la orquesta y el coro del Teatro Real interpretaron la cantata Juan Sebastián Elcano, compuesta por Gabriel Loidi, en la Sala Sinfónica del Auditorio Nacional de Música de Madrid, con la asistencia de la plana mayor de la Armada.

### Película y serie de televisión
En 2019 se estrenó la película animada española «Elcano y Magallanes: la primera vuelta al mundo», dirigida por Ángel Alonso, que estuvo nominada al Goya a mejor película de animación.
En 2022 se estrenó en Amazon Prime Video Sin límites, una serie de seis capítulos dirigida por Simon West y producida por Amazon y Radio Televisión Española, sobre esta expedición, con Rodrigo Santoro y Álvaro Morte como Magallanes y Elcano, respectivamente.

## Programa memoria del mundo
En una proposición conjunta de España y Portugal, los documentos asociados a la expedición (Preparativos, descubrimientos, primeros testimonios, diarios de a bordo) fueron propuestos para ser incluidos en el programa memoria del mundo, una iniciativa de la UNESCO que busca preservar y facilitar el acceso al patrimonio histórico documental de mayor relevancia para los pueblos del mundo.
Fueron definitivamente aceptados en el programa de la UNESCO en el año 2023.

## Acción española posterior en el Pacífico
Más tarde Saavedra Cerón e Ortiz de Retes fueron los primeros europeos que arribaron a Nueva Guinea; Váez de Torres exploró el estrecho que separa Australia de Nueva Guinea, que desde entonces lleva su nombre; Ruy López de Villalobos exploró las Carolinas, las Hawái y las Filipinas que serían sometidas por Legazpi; Toribio de Salazar hizo lo propio con las Carolinas y las Palaos; Fernández de Quirós llegó a Tahití; Mendaña a las islas Marquesas, etc. Muchos autores asignan a Quirós la invención de la palabra «Australia», ya que las llamó «Australia del Espíritu Santo».